# Культура Армении
Культу́ра Арме́нии — совокупность материально-технических и духовных достижений армянского народа, созданного как на нынешней территории Армении, так и на всей исторической Армении.
История культуры сформированного армянского народа берёт начало с VI—V веков до н. э. и является продолжением ещё более древней культуры Урарту. Как отмечает авторитетная энциклопедия «Британника» Армения один из древнейших центров мировой цивилизации. Важнейшее значение для дальнейшего развития истории и культуры армянского народа имело принятие в первые годы IV столетия христианства в качестве государственной и единственной религии Армении. Именно с IV века начинается новая фаза в истории армянской культуры — начало средневекового армянского искусства. Общий подъём армянской культуры охватывает период до VII века включительно, до окончательного утверждения в Армении арабского ига. Последующее значительное развитие начинается с концa IX века, и связано оно с восстановлением в 885 году независимого Армянского царства, что стало началом нового золотого века в армянской истории. Период культурного подъёма продолжился до XIII века включительно и характеризуется некоторыми авторами как Армянское Возрождение. После около двухвекового кризиса в XV—XVI столетиях, культурная жизнь вновь оживляется с XVII века. Для сохранения и развития многовековой армянской цивилизации важное значение сыграло присоединение в начале XIX века Восточной Армении к христианской Российской Империи. В 1918 году в Восточной Армении было восстановлено армянское государство. В 1920 году она была присоединена к советскому государству, а после его распада вновь обрела суверенитет, создав новые перспективы для развития 2500-летних культурных традиций армян.
Также в статье отдельно рассматривается культура других народов и народностей, проживавших и проживающих на территории Армении.

## Архитектура
|                                                                        |  |
| 1. Ереруйкская базилика, V век 2. Мавзолей Армянских Аршакидов, IV век |  |

С VI века до н. э. в древней Армении развивалась языческая архитектура. Ксенофонт сообщает, что жилища армян имели башни. Наиболее значимый памятник армянской античной архитектуры — храм Гарни, построенный царем Великой Армении Трдатом I в 70-е годы н. э. От эпохи эллинизма сохранились остатки городов Арташат и Тигранакерт — древних столиц Великой Армении. Плутарх называет Арташат «армянским Карфагеном». Древнеармянским городам характерна регулярная планировка городских кварталов.
В III—IV веках в связи с формированием в Армении феодальных отношений, а также принятия в 301 году христианства в качестве государственной религии, начинается новый этап в истории армянской архитектуры. Среди наиболее ранних образцов армянской церковной архитектуры известны как однонефные зальные (Ширванджух, V в.), так и трёхнефные базиликальные (Касах, IV в.; Ереруйк, V в.) церкви. В V—VII веках армянскими архитекторами были разработаны многообразные типы центрических купольных храмов: квадратные в плане (в Вохджаберде, V в.); четырёхапсидные (в Црвизе, Арзни, V—VI вв.); прямоугольные в плане, с выступающими 4 апсидами и с 4 подкупольными пилонами (собор в Эчмиадзине) или без пилонов (Мастара); прямоугольные, с вписанным внутрь крестом (Аван, 591—602; Рипсиме); восьмиапсидные (Зоравар, VII в.) и другие. Сочетание центрической и базиликальной композиций в V—VI столетиях привело к созданию таких купольных базилик, как Текор (конец V в.) и Одзун (середина VI в.). В V веке в армянской столице Двин был построен палата главы армянского католикоса, являвщимся одним из самых ранних дворцовых зданий средневековой Армении. Шедевром армянской архитектуры VII столетия считается храм Звартноц, возведенный между 641—661 годами.
С конца IX века, после восстановления суверенитета армянского государства монументальное строительство переживает новый подъём. Армянское зодчество этого времени теснейшим образом продолжает архитектурные традиции предыдущих столетий. Характерным явлением данного этапа развития архитектуры становится обогащение декор. Развивается как гражданское, так и культовое строительство. В частности, в столице Ани были сооружены обширные оборонительные стены, дворцы, в течение 989—1001 годов царями Гагиком I и Смбатом II здесь был построен Кафедральный собор, архитектором которого выступил знаменитый Трдат. Кроме центральной Армении, строительство развивалась во всех частях страны. Так, в 915—921 годах Гагик Арцруни в Васпуракане возвел Церковь Святого Креста (зодчий Мануэл), отличающуюся богатейшими рельефами. В Сюнике были возведены Татев (895—905 гг.), Ваганаванк (911 г.), Гндеванк (930 г.) и другие церкви. Крупные монастырские комплексы были построены на северо-востоке Армении — Санаин (957—962 гг.), Ахпат (976—991 гг.) и т. д. В это же время стратегические пути были прикрыты крепостями, среди которых наиболее мощными являлись Амберд, Тигнис и некоторые другие.
Новый подъём гражданской архитектуры отмечается в XII—XIII столетиях — строятся гостиницы, трапезные, книгохранилища, караван-сараи. Особо примечательное явление армянской архитектуры времени — гавиты-притворы. Подъём армянской архитектуры конца XII—XIII веков связан с освобождением Армении Закарянами. Были созданы ряд новых каменных конструкций, в том числе перекрытие на перекрещивающихся арках. Наиболее известные памятники времени: Аричаванк (1201), Макараванк (1205), Тегер (1213—1232), Дадиванк, (1214), Гегард (1215), Сагмосаванк (1215—1235), Ованаванк (1216), Гандзасар (1216—1238), Агарцин (1281) и некоторые др.

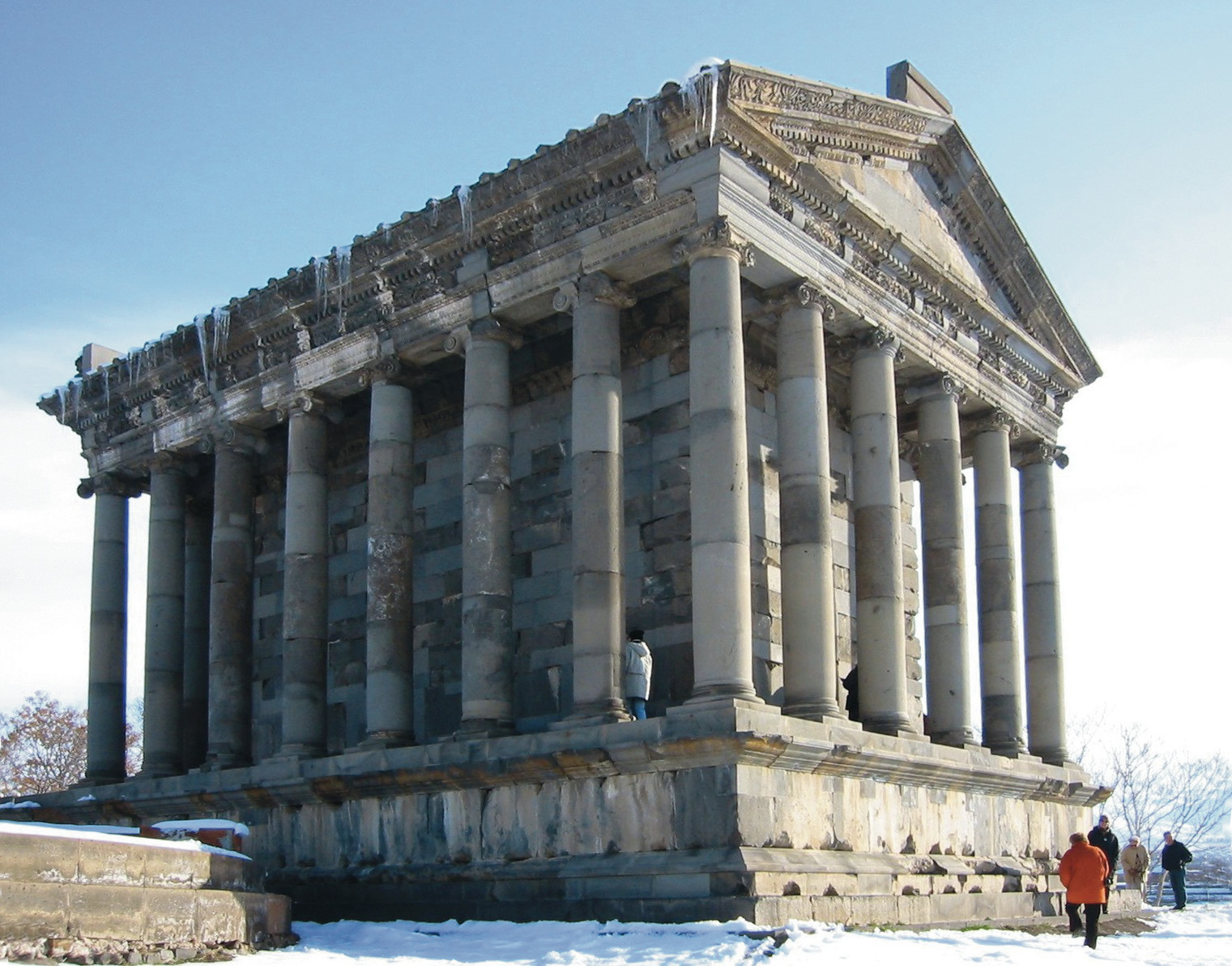
Гарни, I век н. э.
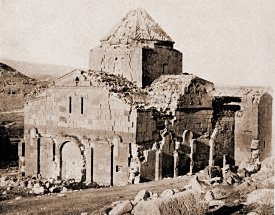
Церковь Текор, конец V века
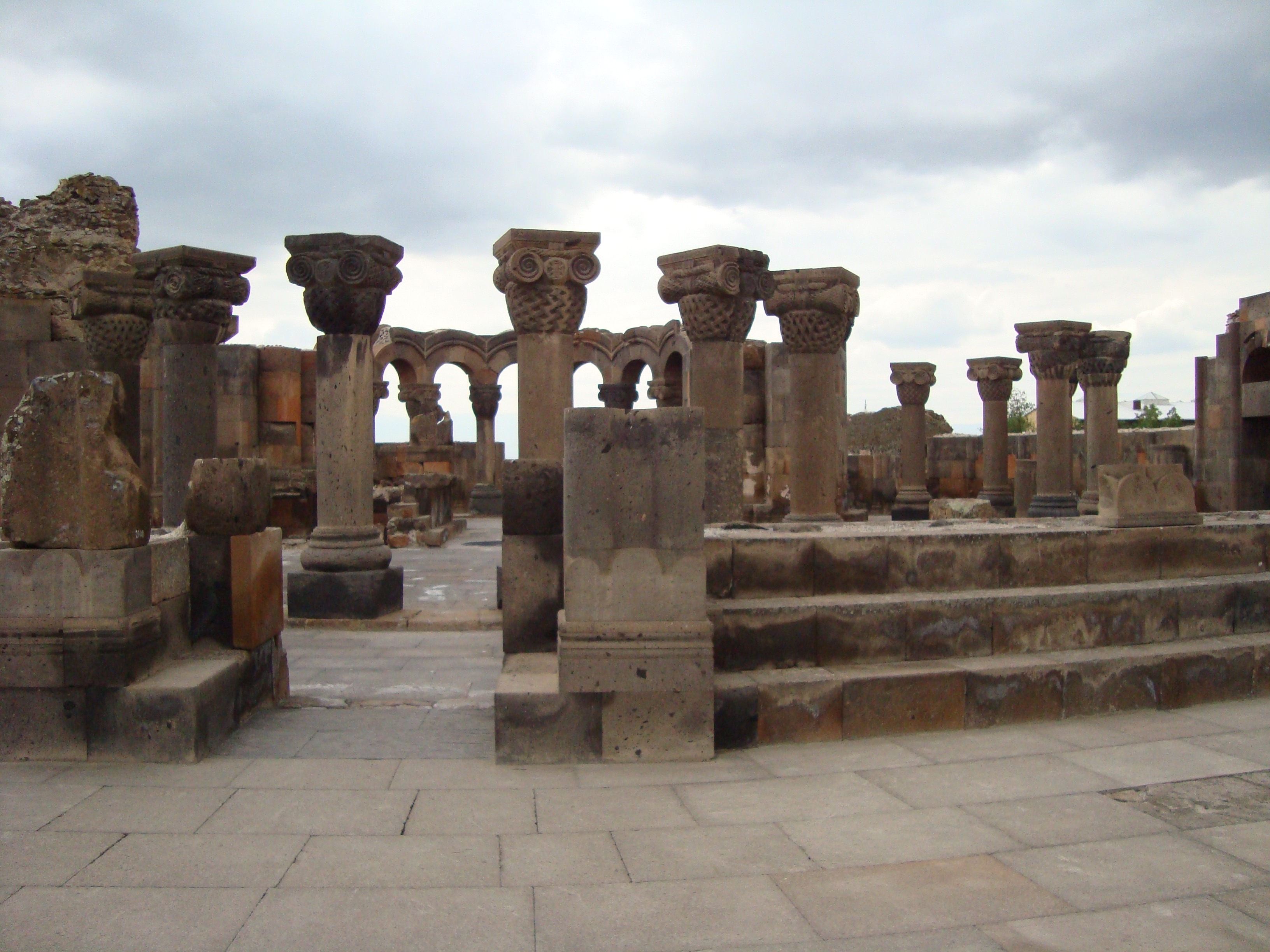
Руины Звартноца, ок. 640—661 гг.
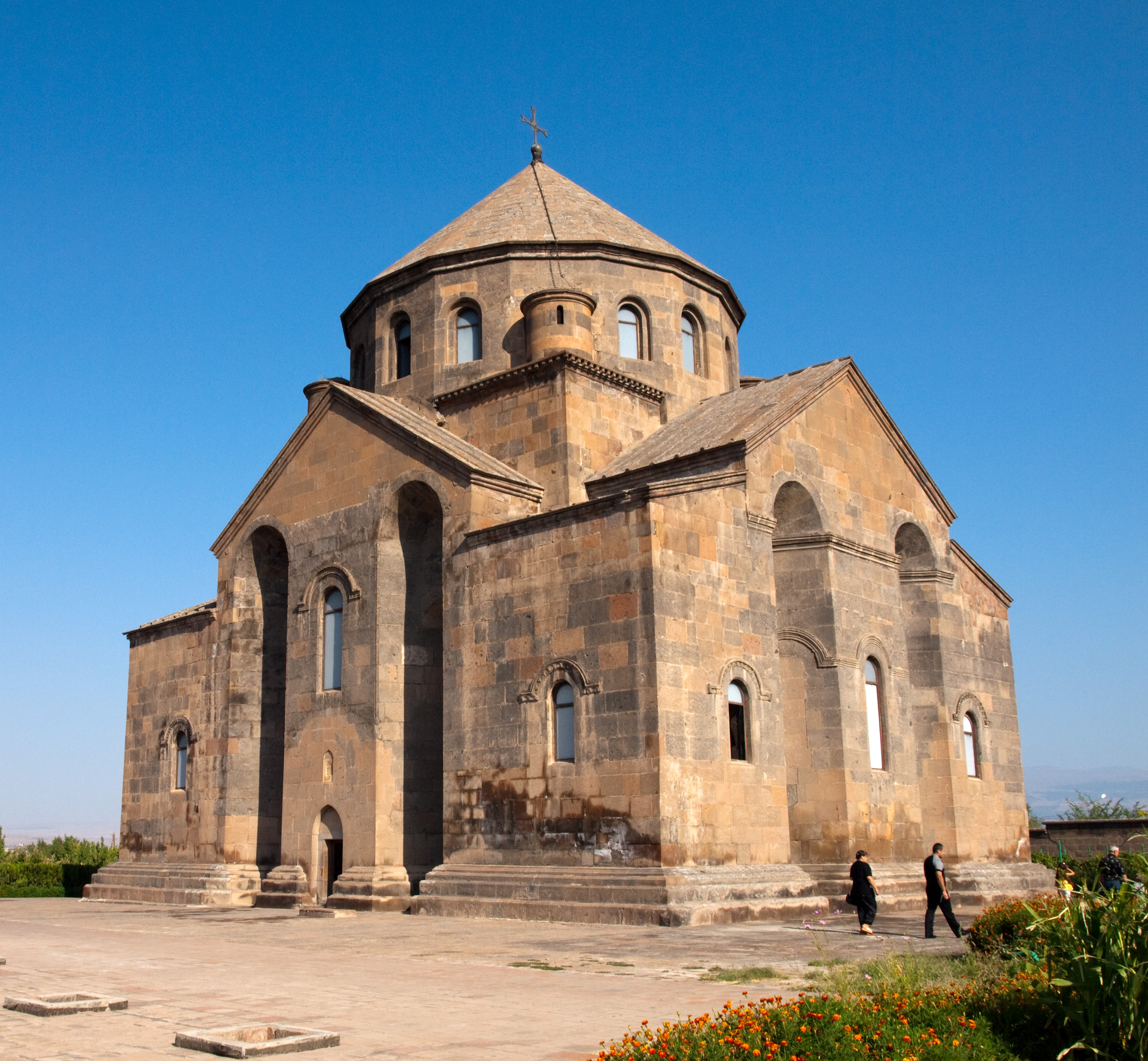
Церковь св. Рипсиме, 618 год
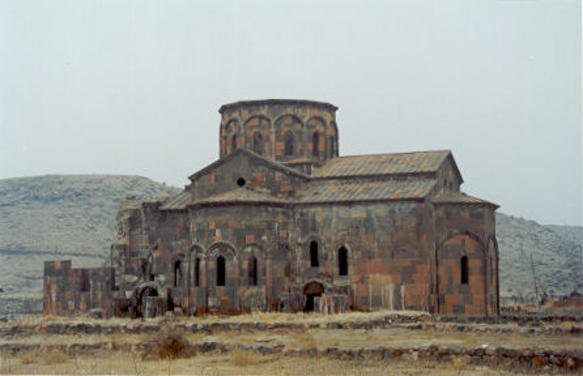
Талинский собор, VII в.

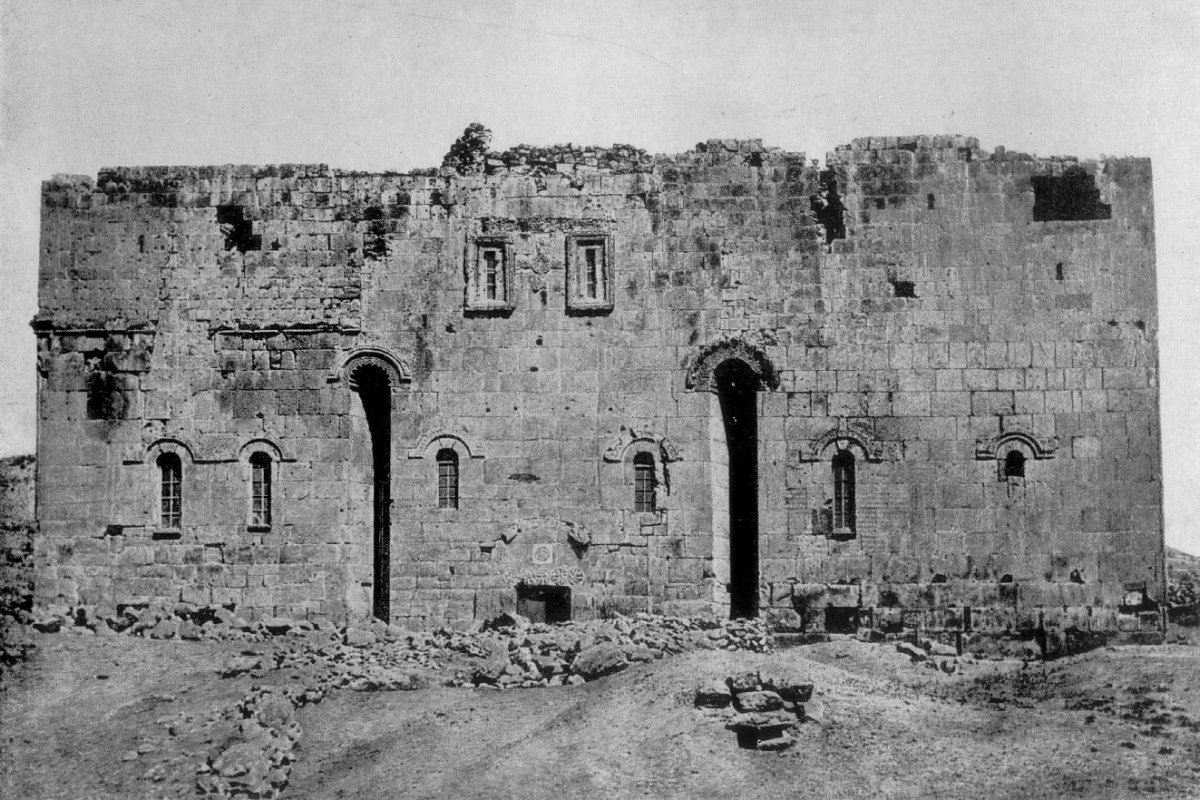
Собор Ширакавана, конец IX в.
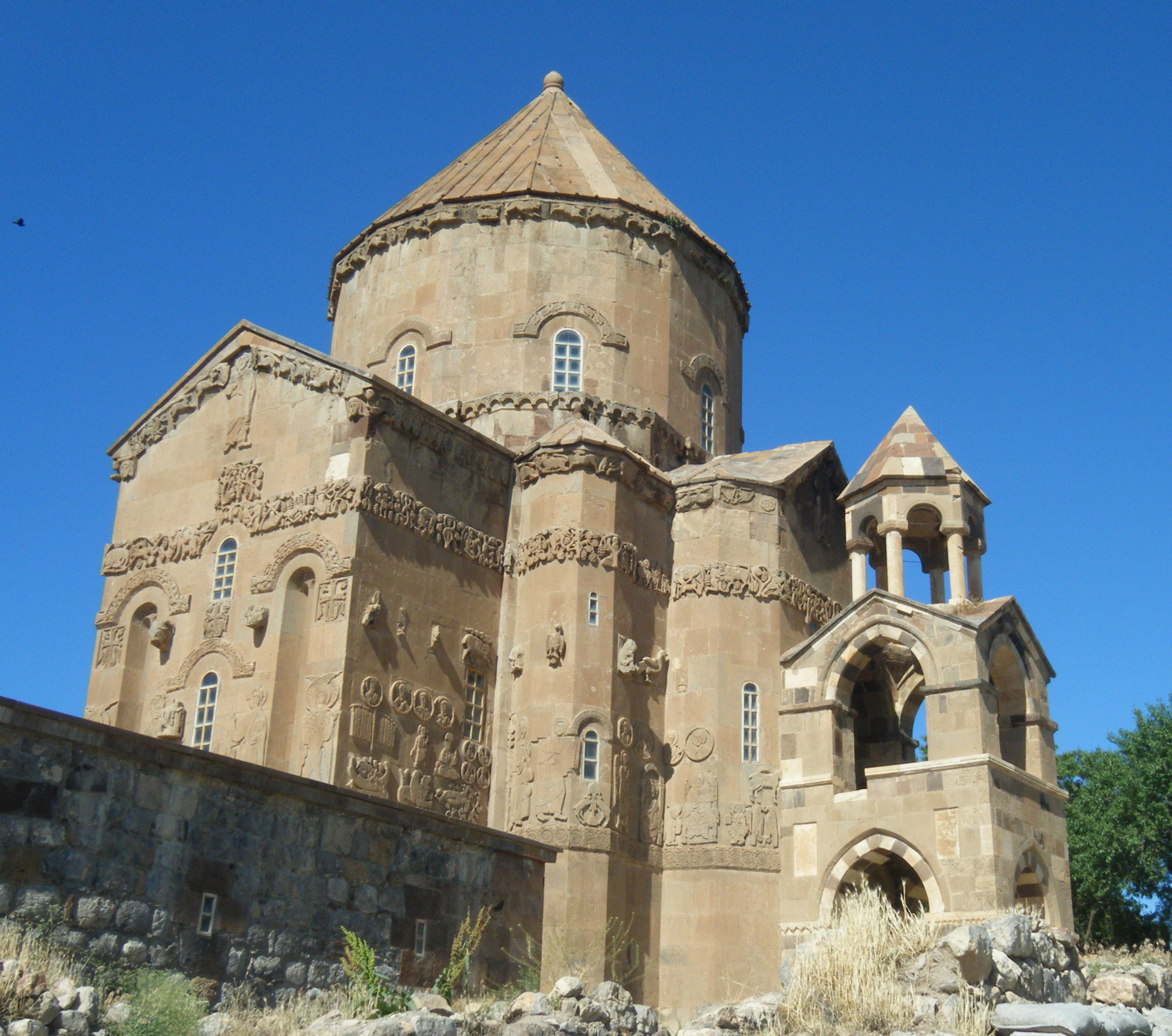
Ахтамар, 915—921 годы
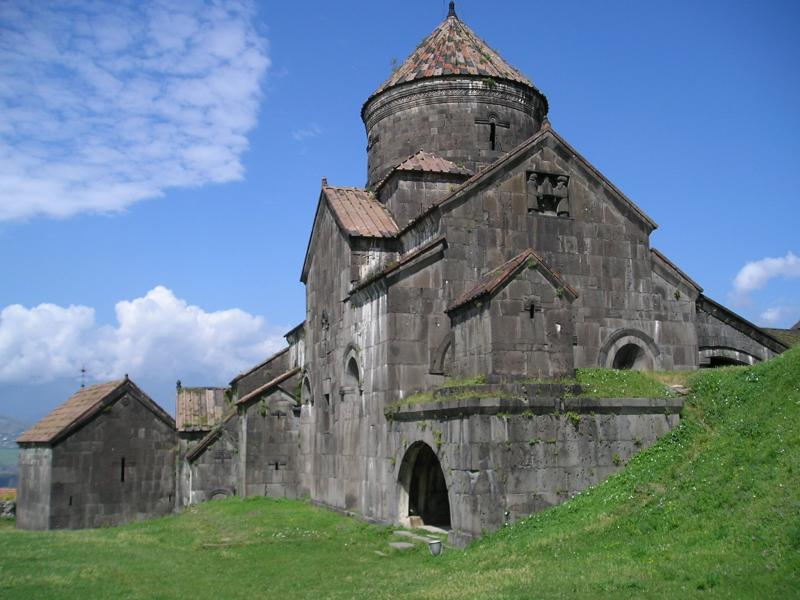
Ахпат, 976—991 гг.
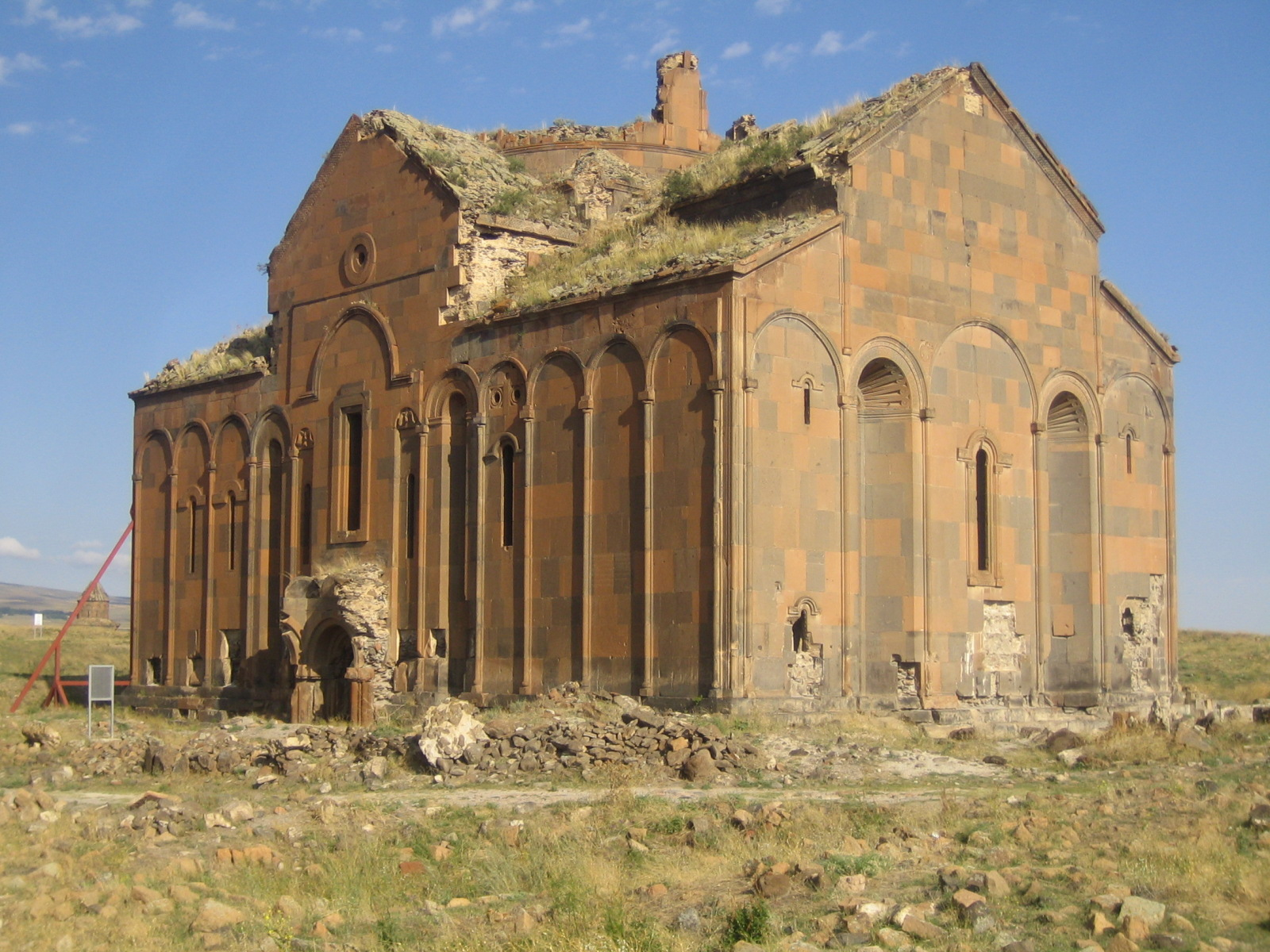
Кафедральный собор Святой Девы Марии в Ани, 989—1001 годы
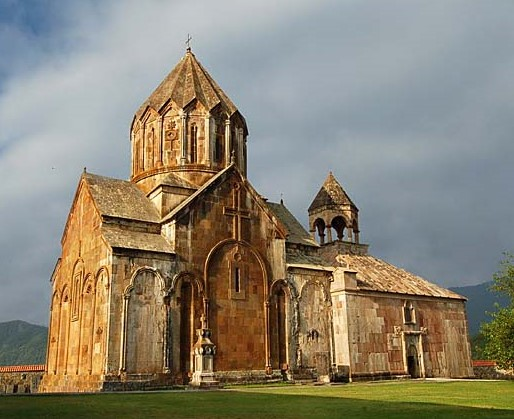
Гандзасар, 1216—1238 гг.

### Мифология и фольклор

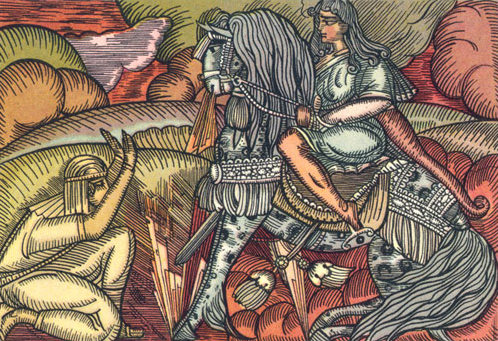
Национальный эпос армянского народа Давид Сасунский. Сложился между VIII—X веками. Худ. А. Коджоян, 1922 год

Образцы древнего и средневекового фольклора сохранились письменно, в основном на древнеармянском и среднеармянском языке. Древние эпические сказания, мифы, образцы эпической поэзии, романы, сохранились в сочинениях Мовсеса Хоренаци, Павстоса Бузнада, Агатангелоса, Себеоса, Иоанна Мамиконяна; литературные обработки загадок обнаруживаются у Анании Ширакаци, Нерсеса Шнорали и некоторых анонимов, басни у Вардана Айгекци, айрены любви и пиров в основном в тагаранах XV—XVII веков, и т. д. Кроме того данные об античной мифологии армян сообщают греко-римские авторы, например Страбон.
До формирования армянской письменности развивался богатый литературный фольклор. Древнейшие армянские мифы об Айкe, Араме, Ара Прекрасном, Торк Ангехе, Артавазде, Ваагне, Тигране и Аждааке, Ерванде и Ервазе, о вишапах. Большую художественную и историко-познавательную ценность представляют созданные в разные эпохи легенды, эпические песни и предания о царях древней Армении Трдате III и Аршаке II (IV век), полководцах Мушеге и Вардане Мамиконян (IV и V века).
На основе эпической песни о Хайке лежит идея борьбы против тиранства, образ которого формирует ассиро-вавилонский бог Бэл. Сохранились эпические отрывки об Арташесе и Сатеник.
По сообщению Агатангелоса, главным божеством древнеармянского пантеона был Арамазд. Его статуя, как повествует Хоренаци, находилась в храме на берегу Ефрата у крепости Ани. Древние армяне поклонялись также божеству солнца. Его храм был расположен в столице Армавире. Важное место в армянском пантеоне занимала Анаит, о чём пишут Страбон, Агатангелос и Ширакаци. У армян ещё в дохристианское время существовало божество письменности и науки — Тир. В армянских источниках сохранились отрывки из эпических циклов «Персидская война» и «Таронская война».
В VII—X веках сложился армянский эпос Давид Сасунский, повествующий о борьбе богатырей из Сасуна (область в исторической Армении) против арабских захватчиков. В 2012 году включен в Список нематериального культурного наследия человечества.
В XIV веке возник эпическое сказание Герои Кашта повествующее о национальной борьбе против войск Тамерлана.

### Древняя и средневековая армянская литература
Существует мнение, согласно которому ещё в III—I вв. до н. э. у армян существовали особые «жреческие письмена», которым создавались храмовые книги и летописи. В I в. до н. э. на греческом языке писал драмы царь Великой Армении Артавазд II. Из авторов дохристианской Армении известен также Олюмп, живший в I—II вв. н. э., «Храмовые истории» которого не сохранились. В начале IV века, после принятия христианства в качестве государственной религии, прежняя литература была признана языческой и уничтожена.
|                                                                  |  |  |
| Езник Кохбаци (V век). Григор Нарекаци (XI век). Фрик (XIII век) |  |  |

Армянский язык является одним из древнеписьменных среди индоевропейских языков. Армянская оригинальная литература начала развитие с 405 года, когда учёный и священник Месроп Маштоц создал армянский алфавит. Тогда же формируется древнеармянский литературный язык — грабар. V век принято называть «Золотым веком» в истории армянской литературы. Первый оригинальный памятник армянской литературы — «Житие Маштоца», написан в 440 годах. В литературе V века своим значением доминирует армянская историография или жанр исторической прозы. В этом столетии жили историки Агатангелос, Егише, Фавстос Бузанд, Мовсес Хоренаци, Лазарь Парпеци и др. В области богословии известны Езник Кохбаци, Иоанн Мандакуни и др. Процветает также гимнография и агиография. В развитии гимнографии немаловажный вклад внёс поэт V столетия Степанос Сюнеци (первый).
В VI веке новых вершин достигает армянская философская мысль благодаря творчеству неоплатоника Давида Анахта. Уже с конца VII века сохранились образцы светской поэзии. В VII—VIII веках процветает схоластико-догматическая литература, писали богословы Иоанн Майраванеци, Вртанес Кертог, Ованес Одзнеци и др. В этот же период свои труды создали известные историки Себеос, Гевонд, Мовсес Каганкатваци, Иоанн Мамиконян, поэты Саакдухт, Хосровидухт, Комитас Ахцеци и многие другие.
С начала V века начинается история древнеармянской переводной литературы. В течение V—VIII веков армяне перевели Аристотеля, Платона, Филона Александрийского, Галена, Эзопа и десятки других авторов античной литературы. Многие армянские переводы уникальны так как оригиналы этих сочинений утрачены а тексты частично либо полностью сохранились только благодаря армянскому переводу. Переводная литература развивалась и позже.
Окончательное освобождение от арабского ига и восстановление Армянского царства в 885 году создает предпосылки для армянского Возрождения. Армянские цари покровительствовали также развитию письменной культуры. В X—XI веках в области художественной литературы в первую очередь известен поэт Григора Нарекаци, в области историографии — Товма Арцруни, Ованеса Драсханакертци, Степаноса Таронеци, и др. В этот период жили и творили поэт и философ Григор Магистрос, богословы Хосров Андзеваци, Самуэл Камрджадзореци и др.
В XI веке вторжение в страну византийцев а после и сельджуков не создавали благоприятные условия для развития литературы. В этот период были созданы исторические труды таких авторов как Аристакес Ластивертци и Акоп Санахнеци. В XI веке древнеармянский язык начинает постепенно развится в среднеармянский. Ключевое значение для дальнейшего развития богатых традиции армянской литературы сыграло создание в 1080 году Киликийского армянского государства. Позднее значительный импульс развитию всех отраслей культуры дало освобождение Восточной Армении Закарянами в конце XII—начале XIII веков. В историческую арену пришли крупные поэты Ованес Имастасер, Григор Тга, Нерсес Ламбронаци, Нерсес Шнорали. Последний стал крупнейшим поэтом своего времени, автор лироэпической поэмы «Элегия на взятие Эдессы» и других произведений. Художественная проза развивалось в творчестве баснописцев Мхитара Гоша и Вардана Айгекци. В XIII веке на среднеармянском литературном языке писали Фрик — основоположник поэзии социального протеста, и Костандин Ерзнкаци — зачинатель любовной лирики в армянской литературе. Вершины историографии эпохи — Маттеос Урхаеци, Киракос Гандзакеци, Вардан Аревелци. В поэтическом творчестве авторов XIII—XVI веков Ованеса Ерзнкаци, Ованеса Тулкуранци, Мкртича Нагаша, Григора Ахтамарци, Нерсеса Мокаци, Наапета Кучака развиваются жизнеутверждающие настроения армянской литературы эпохи, любовная и социальная лирика. В тот же самый период достигает высокого развития жанр поэмы, крупнейшими представителями которого были Григор Церенц, Хачатур Кечареци, Аракел Сюнеци, Аракел Багишеци, Симеон Апаранци и другие.
В XVII—XVIII столетиях поэзия развивалась в творчестве таких авторов как Багдасар Дпир, Петрос Капанци, Нагаш Овнатан и поэт-ашуг Саят-Нова. Снова возродилась историография. Писали историки Аракел Даврижеци, Закария Канакерци, Григор Даранагеци и др.

### Новая и современная армянская литература
Классицизм становится основным направлением армянской литературы второй половины XVIII—начала XIX веков. Его представители писали об историческом прошлом Армении, а идея восстановления армянской государственности было их главным политическим идеалом. С 1820 годов в армянской литературе начинается борьба между сторонниками использования древнеармянского и новоармянского языка в качестве языка литературы — так называемый грапайкар. А. Аламдарян и М. Тагиадян, писатели т. н. «переходного периода», писали о насущных вопросах своего времени. Их языком был ещё классический древнеармянский. В своем творчестве поэт Г. Алишан продолжает пропагандировать идеи национального пробуждения.
Начало новой армянской литературы и победа новоармянского литературного языка ознаменовал исторический роман «Раны Армении» Х. Абовяна написанный в 1841—1843 годах. Роман описывает борьбу армянского народа против иранского ига в эпоху освобождения Восточной Армении с помощью России. Абовян утверждает прогрессивный романтизм и реализм в армянской литературе. В середине столетия писал поэт С. Шахазиз. В тот же период в развитии армянской общественной мысли и литературы большую роль сыграл революционный демократ М. Налбандян. В Западной Армении развернули свою деятельность целая плеяда известных публицистов. С произведением М. Пешикташляна и П. Дуряна связано начало романтизма в западноармянской литературе. С 1860-х годов создают свои произведения основоположник армянской реалистической драматургии Г. Сундукян и зачинатель реалистической драматургии в литературе западных армян писатель-сатирик А. Паронян. В 1870—1880 годах творил Р. Патканян, выразитель стремления освобождения армянского народа от турецкого ига. Тогда же писал свои социально-бытовые романы П. Прошян, в которых отражено социальное расслоение армянской деревни. Развивается творчество романиста и педагога Г. Агаяна. Главными выразителями идей национально-освободительной борьбы 1870—1880 годов стали романисты Раффи, Церенц, публицист Г. Арцруни. Значительную роль в развитии армянской прозы сыграл Раффи, автор многочисленных романов, среди которых «Хент», «Дневник крестокрада», «Давид-бек», «Самвел» и др.
К концу XIX века ведущим направлением армянской литературы становится критический реализм. Достигает значительного развития жанр романа. Крупнейшие прозаики времени — Нар-Дос, Мурацан, А. Арпиарнян, В. Папазян, Г. Зохраб, А. Ширванзаде, и др. Ширванзаде в своем творчестве отражал процесс утверждения буржуазных отношений в Закавказье. Нар-Дос являлся мастером психологического романа. Продолжателем традиции исторического романа был Мурацан. К концу XIX—началу XX века относится многогранное творчество О. Туманяна, автора многочисленных четверостиший, поэм, легенд, басен, сказок и рассказов. Одним из крупнейших поэтов конца XIX—первой половины XX веков стал А. Исаакян. В начале века благодаря творчеству В. Терьяна армянская поэзия вступила в новую ступень развития. Тогда же появляется новое поколение поэтов, среди которых наиболее известны Сиаманто, Д. Варужан, М. Мецаренц и Р. Севак. Находясь под влиянием западноевропейского символизма, все они остались верны традициям армянской классической литературы. Жанр сатиры развивали Е. Отян и Арандзар.
Новые перемены в истории литературы были связаны с присоединением независимой Армении к советской России в 1920 году. С середины 1910-х годов начал свою литературную деятельность выдающийся поэт Егише Чаренц. Его творчество, продлившийся ещё два десятилетия, оказало огромное влияние на следующие поколения армянских поэтов. Начинали свою литературную деятельность Г. Маари и Н. Зарьян. Крупнейшие представители многообразной армянской прозы эпохи 1920—1930-х годов были А. Бакунц, С. Зорьян и В. Тотовенц, в новую фазу творческой деятельности вступал Д. Демирчян. К этому периоду относится творчество детского писателя А. Хнкояна.
В период Великой Отечественной войны армянская литература делала акцент на тему патриотизма, создавалась военная литература. Демирчян и Зорьян писали исторические романы. Ещё больше развивалась публицистика.
В послевоенные годы в жанре романа творили Р. Кочар, Г. Севунц, Х. Даштенц, в жанре повести В. Ананян. Главным жанром послевоенной армянской литературы становится поэзия. Получили известность такие авторы как Г. Эмин, С. Капутикян, О. Шираз, В. Давтян, П. Севак, С. Ханзадян, А. Сагиян, Г. Ованисян, А. Сагинян и др., которые продолжили свою плодотворную творческую деятельность ещё несколько десятилетий. С 1950—1960 годов на литературную арену пришло новое поколение писателей — Г. Матевосян, В. Петросян, Р. Давоян, А. Айвазян и др.

## Язык и письменность
|                                                                            |  |
| Заглавная буква Ք (k῾). Рукопись XIII века. Фрагмент манускрипта XIII века |  |

Армянский как самостоятельный язык существует с VI века до н. э., относится к индоевропейской языковой семье, среди которых выделяется в отдельную группу и является одним из древнеписьменных. Наибольшую родственность проявляет с греческим языком, вместе с рядом вымерших ныне языков — фригийским, фракийскими, дакийским и пеонийским объединяется в палеобалканскую языковую семью. Ещё до начала нашей эры, как известно из сообщения автора I века Страбона, все население Армении говорило на одном языке — армянском.
С 406 года используется оригинальный армянский алфавит, на протяжении более тысячи шестисот лет существующий почти без изменений. Древнеармянский литературный язык получил свою обработку главным образом благодаря армянскому духовенству, среди них, например, Езник Кохбаци (374/380—450), считающийся одним из основоположников древнеармянского литературного языка. Ещё в средние века национальный язык являлся важным и осознанным элементом армянской идентичности.  Имеются сообщения VII века о роли языка в сохранении армянской идентичности даже за пределами исторической родины. В Высоком средневековье среднеармянский язык был государственным языком Киликийского армянского царства. На сегодняшний день существует два основных литературных варианта плюрицентрического армянского языка: западный (в основном используется в диаспоре) и восточный. Армянский язык является официальным языком Армении а также непризнанной Нагорно-Карабахской Республики.
Письменный период истории армянского языка разделяется на три основных этапа:
1. Древнеармянский (грабар) — V—XI века
2. Среднеармянский — XI—XVII века
3. Новоармянский (ашхарабар)— с XVII века

С конца V века берёт начало научное изучение армянского языка, когда появляются первые самостоятельные лингвистические труды у армян. В V—IX веках грамматические труды создавали Мамбре Верцанох, Езник Кохбаци, Давид Грамматик, Степанос Сюнеци, Григор-Амам и др. Если с конца VII века появляются первые словари с алфавитным расположением слов, то уже с конца X века армянская лексикография переживает бурный расцвет. Началу XI века относится грамматический труд Григора Магистроса, включающий компиляцию идей всех предшествующих армянских грамматиков. Важным событием становится первая орфографическая реформа. Во второй половине XII века Аристакес Грич пишет орфографический словарь армянского языка. Среди крупнейших исследователей армянского языка эпохи XIII—XIV веков — Геворг Скевраци, автор нескольких трудов, рекомендации которого, с небольшими изменениями, используются до сих пор. В этот же период жили выдающиеся армянские грамматики Ованес Ерзнкаци, Есаи Нчеци и Ованес Крнеци. В XVII веке армянскому языку посвящали свои грамматические труды и словари Франческо Ривола, Клемент Галанус, Симеон Джугаеци, Ованес Олов, Воскан Ереванци, Еремия Мегреци и др. Уже на рубеже XVII—XVIII веков армянские мыслители работают на подступах к сравнительно-историческому языкознанию. К XVIII столетию относятся исследования Багдасара Дпира, Иогана Шредера, Мхитара Себастаци и др.
Древнейший образец армянского лапидарного письма надпись, высеченная на храме в Текоре — самое позднее в 490 году. Наиболее ранние фрагментарные манускрипты на пергаменте относятся к V—VI векам. Самая ранняя сохранившаяся чётко датированная рукопись на армянском — «Евангелие царицы Млке», создана в 862 году. Ранее его относится «Евангелие Вехамор», обычно датируемый VII—VIII веками (точная дата написания неизвестна) и предположительно являющаяся древнейшей сохранившейся полноценной армянской рукописью. Древнейшая армянская рукопись на бумаге относится к 981 году.
Сохранились свыше 30 000 средневековых армянских рукописей, составляющих чрезвычайно значительное культурное наследие в мировом сравнении. Книгопечатание на армянском языке возникло в 1512 году.

## Музыка
| |  |  |
| Музыкант из Средневековой рукописи. Армянские невмы, рукопись около XI века. Группа музыкантов, рукопись XVI—XVII веков |  |  |

В III в. до н. э. уже было формировано качественное своеобразие армянской музыки. В трудах древнеармянских авторов сохранились отдельные образцы ещё дохристианского армянского музыкального творчества. Оно впервую очередь связано с гусанами, которые в эпоху эллинизма первоначально служили в храме древнеармянского бога Гисанэ. Армянская христианская музыка наряду с арамейской, еврейской, каппадокийской, лежит в основе общехристианской музыкальной культуры, представляя большое значения для изучения, как музыкальная культура страны первым принявший христианство в качестве государственной религии.
С начала IV века берёт начало история христианской музыки Армении. С конца того же столетия в высших школах страны было введено обучение музыки. В V веке формировалась армянская гимнография — творчество шараканов. В том же столетии были систематизированы гласы. После появления оригинальной письменности, уже с V века известны также сведения об армянской музыкальной инструментарий. В VII веке Барсег Тчон составил первый сборник шараканов — «Чонынтир шаракноц». В раннесредневековой Армении была разработана теория акустики. Большой вклад в развитие армянской музыки внесли такие музыканты и теоретики раннесредневековой Армении как Давид Керакан, Давид Анахт, Комитас Ахцеци и др., в трудах которых рассматривались вопросы эстетики и теории музыки — учение о звуке и т. д.. На рубеже VIII—IX веков формировалась армянская система музыкальной нотации — хазы, создание которых связано с именем Степаноса Сюнеци. Ещё до этого армяне использовали буквы алфавита для фиксации музыки.
Последующий значительный период в истории развития армянской музыки относится X—XIII векам. В X веке появляются таги — сравнительно объемные монодии духовного и светского содержания. В эпоху Высокого средневековья совершенствуется армянская нотопись. В своих сочинениях различные музыкально-эстетические вопросы рассматривают авторы X—XIII веков Анания Нарекаци («О знании гласов»), Ованес Имастасер и Ованес Ерзнкаци Плуз. С этого периода сохранились крестьянские песни разных жанров — любовные, трудовые, песни о природе, бытовые и т. д. Тогда же завершился формирование «манрусума» — учения о гласах и хазах, совершенствовался нотопись.
С середины XVI века начинает складываться искусство армянских ашугов, среди его первых представителей Нагаш Овнатан, Багдасар Дпир и Саят-Нова. Ещё в начале XVII столетия Хачгруз Кафаеци составил первый сборник армянских народных песен.
В 1813—1815 А. Лимонджяном была создана и введена в практику новая армянская нотопись. С его помощью Н. Ташчян записал 3 тома произведений средневековой духовной музыки. Вторая половина XIX столетия время возникновения новой композиторской школы. Тогда создаются музыкальные ансамбли европейского типа, основываются профессиональные музыкальные труппы, и т. д. В 1857 году появляется армянская музыкальная периодика в лице журнала «Кнар аревелян» («Восточная лира»). В 1861 году Григор Синанян огранизует симфонический оркестр — Оркестр Синаняна. В произведениях таких композиторов как Г. Еранян, Н. Ташчян, Г. Корганов, и др. применяется европейская техника композиции. В 1868 году Тигран Чухаджян создает оперу «Аршак II» — первую армянскую национальную оперу и первую оперу музыкальной истории всего Востока. Ему же принадлежат первые камерные, симфонические и фортепианные сочинения в армянской музыке.
С 1880 годов в армянской классической музыке начинается новое движение по сбору и обработке древних народных песен профессиональными композиторами, крупнейшим среди которых был Комитас. Еги творчество сыграло важнейшую роль в истории развития армянской музыки. Немаловажными были также хоровые обработки Х. Кара-Мурзы и М. Екмаляна а также обработки народных танцев Н. Тиграняна.
Крупнейшие армянские ашуги конца XIX—начала XX века — Дживани, Ширин, Шерам, Аваси.
В начале XX века свою творческую деятельность начинают Александр Спендиаров и Армен Тигранян. Спендиаров внес большой вклад в развитии армянской симфонической музыки. Тигранян в 1912 году завершает оперу «Ануш». В том же году Азат Манукян создает первую армянскую детскую оперу «Конец зла». В области романса творил Р. Меликян. Среди наиболее значимых армянских композиторов начала XX века — Г. Сюни, А. Маилян, А. Тер-Гевондян и др. После установления в Армении советской власти важным событием становится основание национальной консерватории в 1921 году. В 1924 был создан симфонический оркестр Армении, в 1933 году оперный театр, в 1934 году Армянская филармония. Одним из исторических событий этого периода истории армянской музыки становится завершение оперы «Алмаст» А. Спендиаровым в 1928 году. В 1920—1930 годах были поставлены сразу несколько опер армянских композиторов. Наиболее известные армянскими композиторами XX столетия были Арам Хачатурян, Александр Арутюнян, Эдвард Мирзоян, Эдгар Оганесян, Арно Бабаджанян, Авет Тертерян, Тигран Манусрян и др.

#### Армянские музыкальные инструменты
Армения богата народными музыкальными инструментами. Одним из самых древних армянских народных инструментов является дудук. В древнеармянских источниках сохранились упоминания о музыкальных инструментах. Например, Фавстос Бузанд в V веке упоминает об инструменталистах, играющих на барабанах, срингах, кнарах и трубах, историк начала X века Ованес Драсханакертци упоминает о струнном инструменте с плектром. Сведения в области инструментальной музыки и армянской музыкальной инструментарий очень скудны, тем не менее до нас дошло описание некоторых музыкальных инструментов а также их наименования. Так, к числу духовой группы относились: сринг — тип флейты, ехджерапох — рог, пох — труба медная, к ударной группе относились: тмбук — барабан, к струнной группе: бамбирн — инструмент с плектром, пандир, кнар — тип лиры, джнар — разновидность кнара, вин — разновидность кнара. Mузыка армянского дудука была признана шедевром Всемирного нематериального культурного наследия ЮНЕСКО.

## Театр

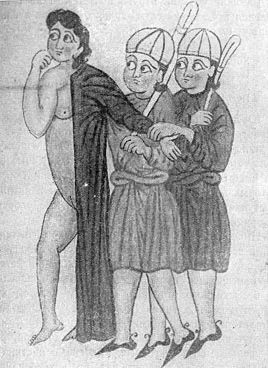
Актриса армянского театра гусанов-мимосов. Средневековая миниатюра

Театр Армении — наряду с греческим и римским, один из древнейших театров мира европейского типа.
Древнеармянский театр существовал с 69 до н. э в столице Великой Армении Тигранакерт, где было построено здание амфитеатра развалины которого сохранились по сей день. Наиболее ранние письменные сведения об армянском театре находим у Плутарха. Сообщается, что сын Тиграна II Великого Артавазд II (56—34 до н. э.) создал в северной столице Армении Арташате театр эллинистического типа. Древнегреческий автор также передаёт, что сам Артавазд писал трагедии на греческом языке. В древнеармянском театре был развит также жанр пантомимы, известной актрисой которого была Назеник жившая во II веке н. э.. Во II—III вв. армянские актёры-трагики — дзайнарку-гусаны и вохбергу-гусаны — исполняли пьесы, как греческие так и армянские. Известно, что в IV веке представления давались при дворе армянского царя Аршака II.
После принятия христианства в начале IV века в качестве государственной религии и далее связанной с этим противодействия церкви, продолжались даваться театральные представления. Сохранились документальные сведения об армянском театре раннего и позднего средневековья. Так, например, известны речи армянского автора конца V века Иоанна Мандакуни, направленные против театра, из которых мы узнаём о существовании специальных театральных здании с отдельными верхними местами для женщин. О существовании театрального искусства в Армении сообщают также авторы VI—VII столетий. В позднем средневековье — в X—XV веках — театральные представления были распространены в Васпуракане, Анийском царстве, Киликии. На рельефах церкви в Ахтамаре начала X века изображены маски разных жанровых проявлений театра эпохи. Самые ранние сохранившиеся драматургические произведения, это драматическая поэма Ованеса Ерзнкаци (XIII в.) и «Адамова книга» Аракела Сюнеци (XIV—XV вв.). Об отношении церкви к театру узнаем из трудов авторов эпохи, когда Маттеос Джугаеци (XIV—XV вв.) призывал «не ходить к гусанам, они говорят о делах Хайка и воспитывают дух неповиновения». Со времен средневековья сохранилась трагедия «Мученичество святой Рипсимэ» (пролог, эпилог и интермедии на польском яз.), который был поставлен в 1668 в армянской школе Львова.
Первые армянские любительские спектакли Нового времени относятся к 1810—1820 годам. В 1836 году Г. Шермазаняном в Тифлисе был основан театр «Шермазанян дарбас» — первое театральное здание на Кавказе. В течение 1846—1866 годов действовал профессиональный театр «Арамян татрон» под руководством О. Гаспаряна, где сохранялись традиции древнеармянского театра. В 1856 году театр основал М. Пешикташлян. Уже в 1857 году был издан театральный журнал «Музы Арарата». Важным событием становится основание в 1861 году профессионального театра «Аревелян татрон» («Восточный теар») А. Вардовяном в Константинополе. Через два года профессиональный армянский театр был основан в Тифлисе Г. Чмшкяном. В 1865 году были показаны первые театральные спектакли в Ереване. В течение 1860—1870 годов армянские театры были основаны на различных городах Закавказья и России — в Ереване, Шуше, Александрополе, Гяндже, Баку и т. д.
Выдающаяся роль в развитии армянского театра конца XIX века принадлежит крупнейшему трагику П. Адамяну. Среди ведущих актёров и актрис XIX—начала XX века — М. Амрикян, К. Арамян, С. Чмшкян, Вардуи, Г. Тер-Давтян, С. Матинян, Сирануйш, Астхик, Р. Азнив, М. Мнакян, О. Абелян, и др. Крупные армянские драматурги XIX—начала XX столетия — Г. Сундукян, А. Паронян, А. Ширванзаде и др.

## Цирк

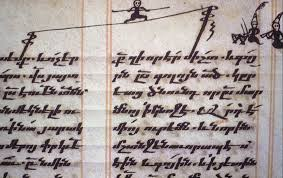
Хождение по канату, рукопись 1688 года

Цирковое искусство было самой популярной формой театрального искусства армянского средневековья, и жанр назывался татр или театрон. Наиболее раннее упоминание в письменных источниках касается V веку и принадлежит Езнику Кохбаци. Последний пишет о том, что многие воспитывают медвежат и обучают их пляскам и привычкам людей. В 1248 году Жан де Жуанвиль на дороге в Иерусалим встретил фокусников-акробатов из Армении.

## Изобразительное искусство

### Фресковая живопись
Отдельные фрагменты фресковой живописи относятся ещё к эллинистическому периоду и обнаружены в столице древней Армении Арташате. Для дальнейшего развития всей армянской культуры ключевым историческим событием становится принятие христианства в качестве государственной религии в первые годы IV века. С IV века берёт начало история средневекового армянского искусства. Наиболее ранние сохранившиеся фрагменты армянской фресковой живописи относятся к V—VII векам (Ереруйк, Касахская базилика, Лмбатаванк, Аручаванк). В Татевском монастыре начале X века, сохранилась изображение части сцены Страшного суда, которая по своей композиции близка к западно-европейским памятникам. Наиболее примечательны росписи в Ахтамаре первой четверти X века, о создании которых сообщают также исторические источники. Росписи XII—XIV веков сохранились в Бахтагеки в Ани и в Ахпате, в Дадиванке, а также в армяно-халкидонских монастырях Ахтала и Тиграна Оненца.

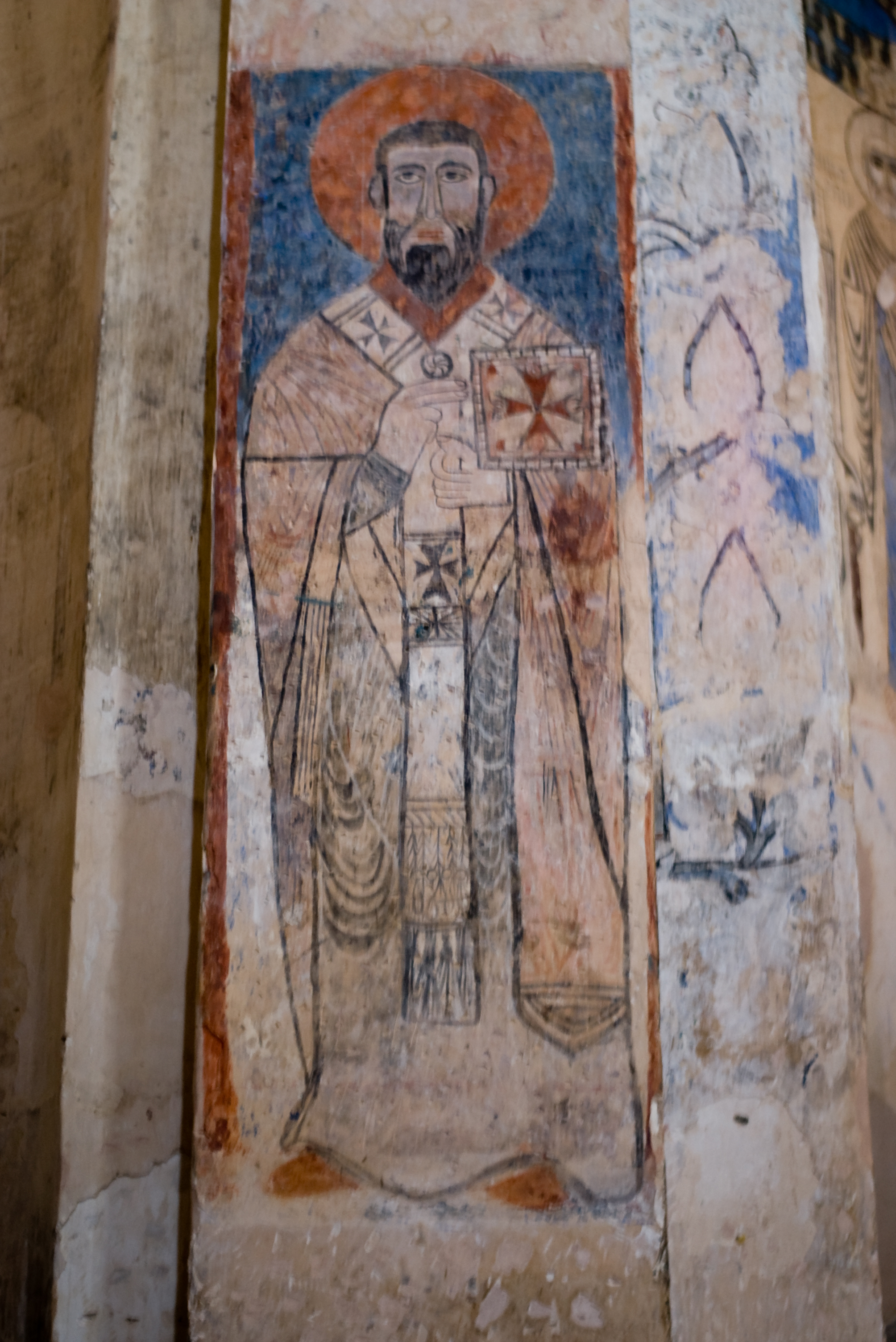
Фрески на церкви Святого Креста в Ахтамаре, 915—921 гг.
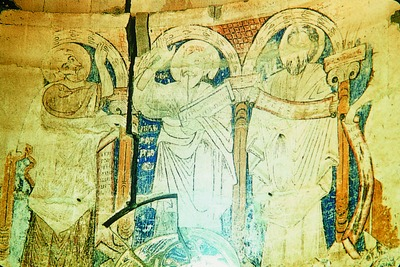
Фрески на монастыре Татев, 930 год
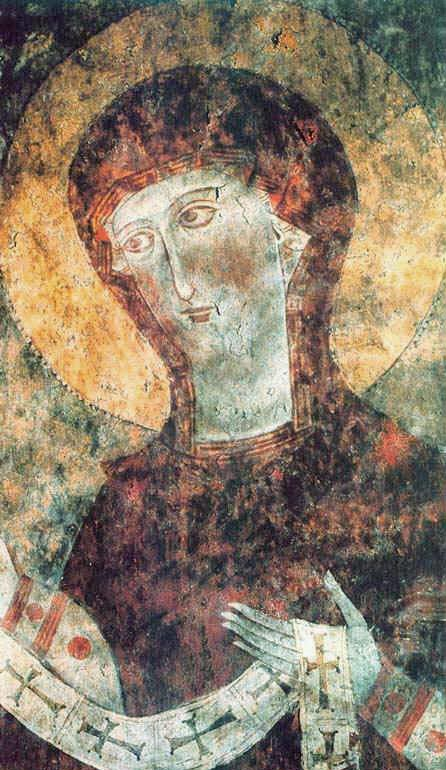
Фреска из Дадиванка, начало XIII века

### Миниатюрная живопись

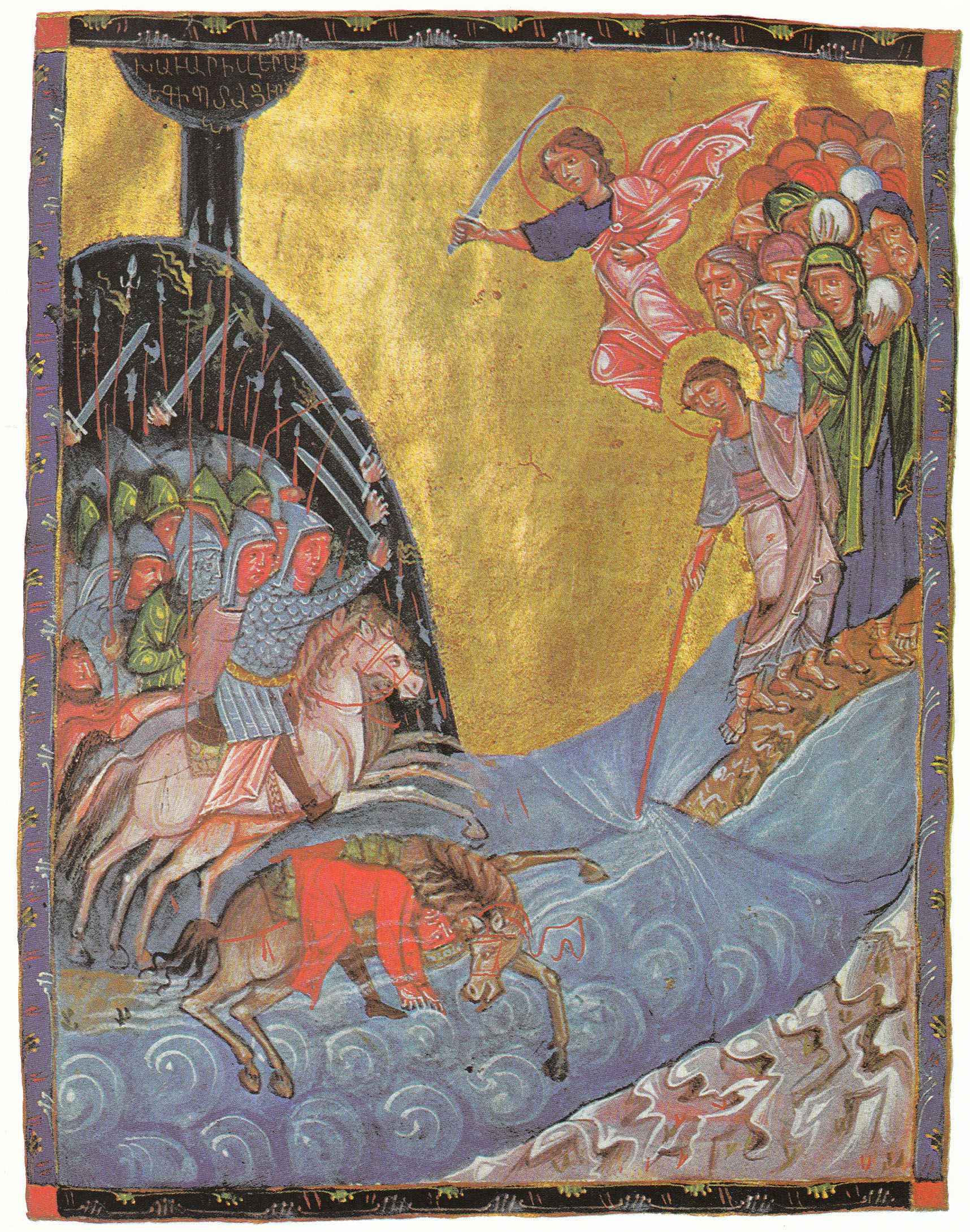
Миниатюра Тороса Рослина, 1266 год

Самые ранние памятники армянской миниатюры относятся VI—VII векам. Из сохранившихся около 30 тыс. армянских средневековых рукописей около 10 тыс. являются иллюстрированными, из которых 5-7 тыс. — полноценными миниатюрами. Уже в IX—X веках в армянской миниатюре прослеживаются 2 основных направления: первый обусловлен заказами феодальной знати, этой группе характерны парадность и живописность, развитой орнамент, а также обилие золота — среди них Евангелие царицы Млке (862), Эчмиадзинское Евангелие (989), Евангелие Мугни (XI в.). Вторая группа связана с демократическими слоями, отличается графичностью, лаконизмом, близостью к народному искусству, а также выразительностью лиц и движений образов — Евангелия 986, 1018 и 1038 годов. Армянская миниатюра имеет несколько основных групп и этапов развития: до XI веков; школы Великой и Малой Армении XI—XII веков; Киликийской Армении XII—XIV веков; школы Бардзр-Айка, Ани, Арцаха, Гладзора, Татева, Васпуракана с XIII века; после XIII века также в армянских колониях. Крайне многообразна миниатюра в XIII—XIV столетий, период, когда развивается ряд локальных школ. Среди них особо значительна киликийская школа, развивавшаяся в Киликийском армянском государстве. Возникшая ещё в XII веке, она переживает расцвет во 2-й половине XIII столетия, крупнейшие её представители — Григор Мличеци и Торос Рослин. Эта школа отличается многообразием сюжетов. Его характерные черты — психологическая выразительность персонажей, высокое мастерство композиции групповых сцен, виртуозный орнамент и точный рисунок. В то же время высокого развития достигает миниатюра в Восточной Армении — школы Татева, Гладзора. Эти школы представлены в работах известных мастеров Момика, Тороса Таронаци, Авака (Гладзор), Григора Татеваци, Григора (Татев). Васпураканская школа больше представляет демократическую линию, его особенность — преобладание линейно-графического изображения. Среди известных мастеров — Рстакес, Дзерун и др.. Один из древнейших сохранившихся иллюстрированных Библий — Библия из Ерзнка 1269 года, миниатюрной школы Высокой Армении. Последний крупный миниатюрист — Акоп Джугаеци (XVI—XVII века). Считается, что его произведения предвещали начало нового, светского пути развития армянского искусства.

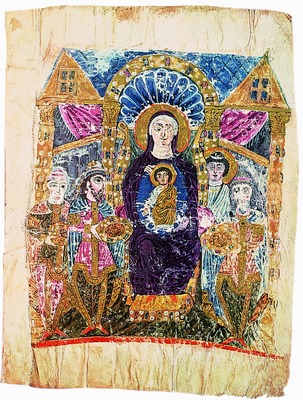
Поклонение волхвов. Миниатюра из «Эчмиадзинского Евангелия». VI—VII века
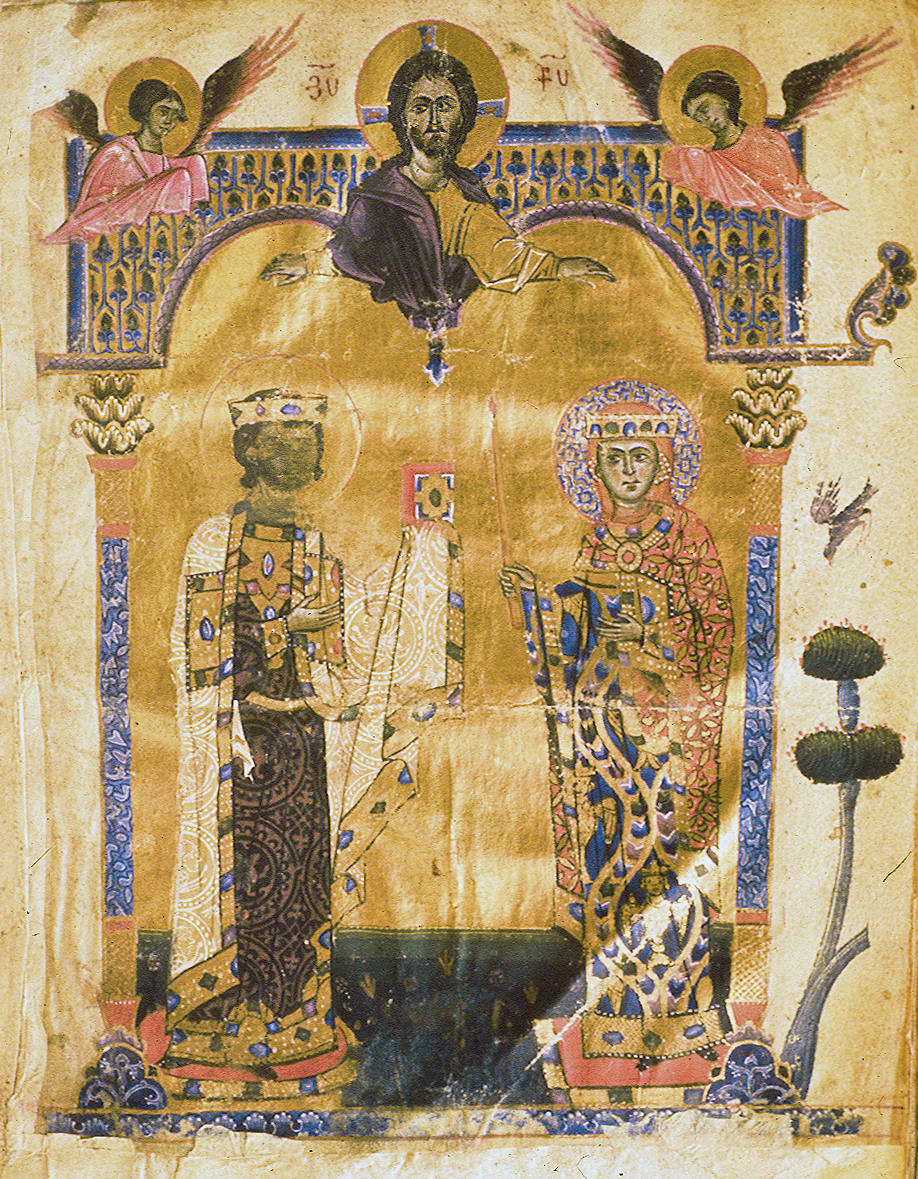
Миниатюра Тороса Рослина, 1262 год
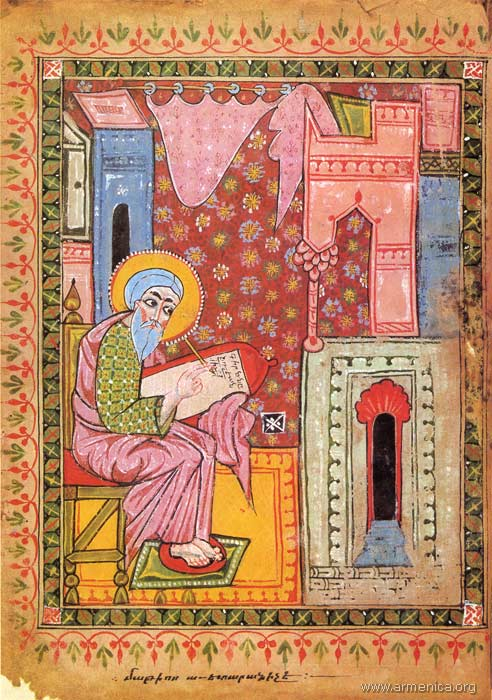
Евангелие XIV века, миниатюрист Григор
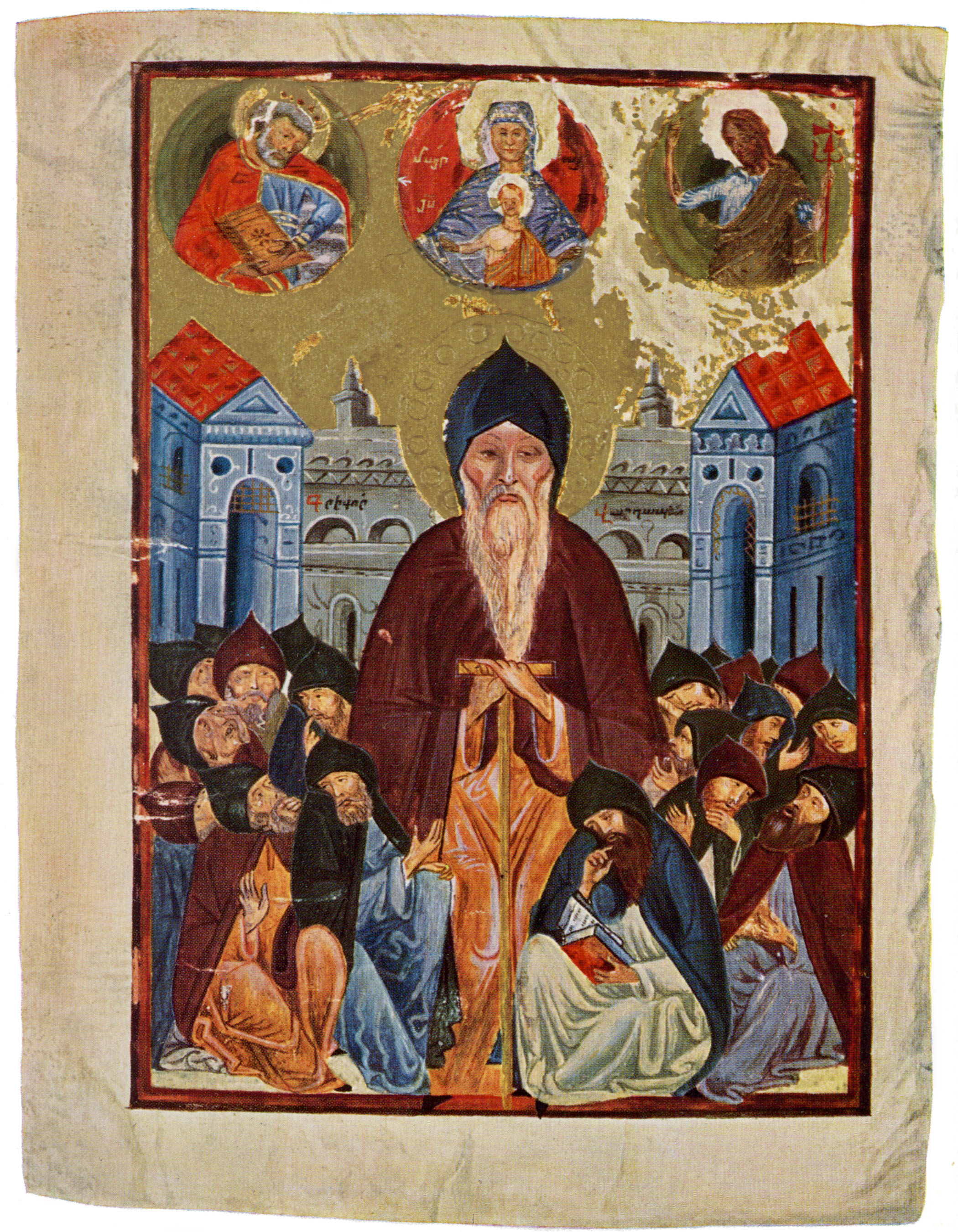
Портрет Григора Татеваци, 1449 год
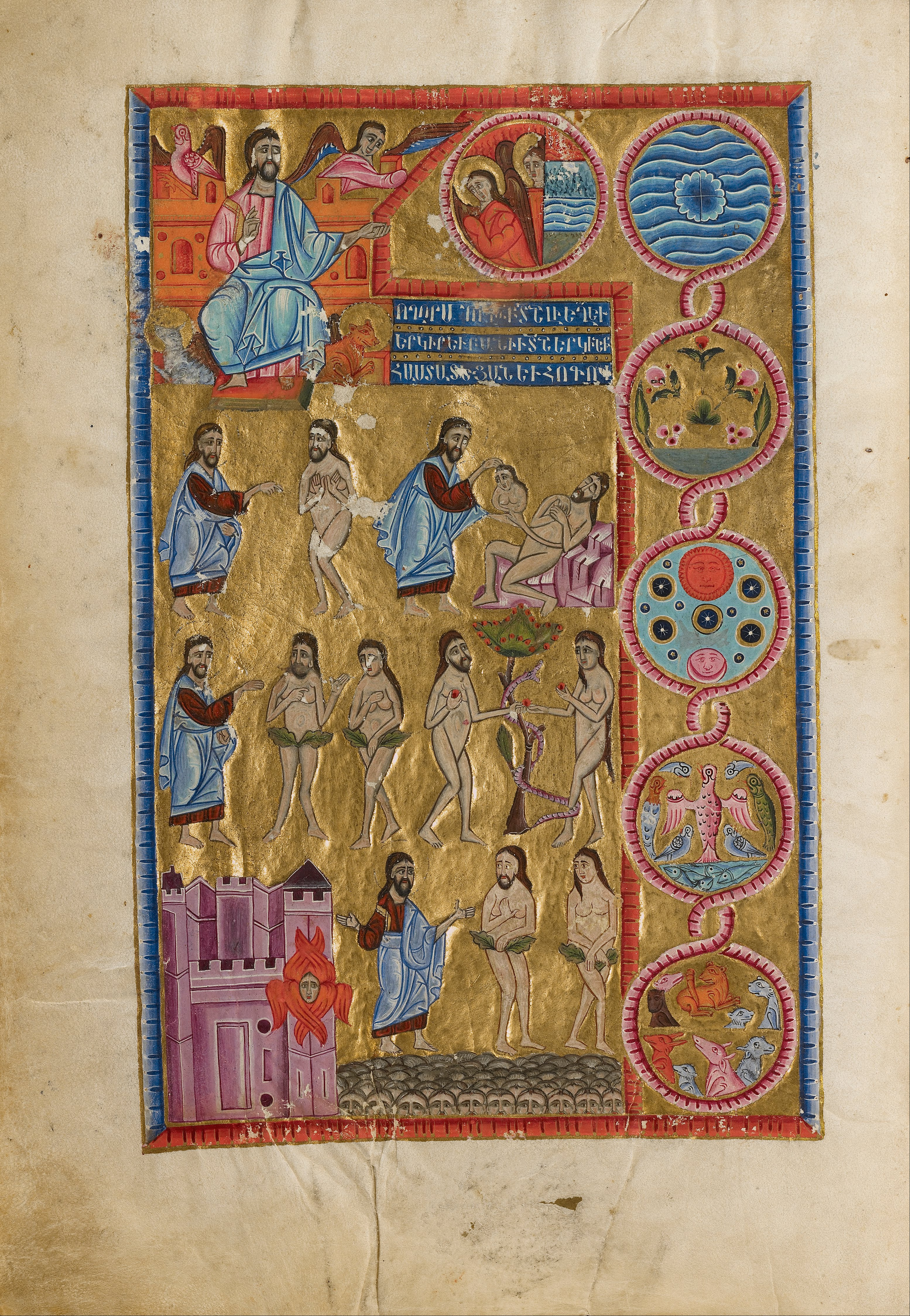
Сотворение мира. Миниатюрист Малназар, 1637—1638 годы

### Станковая живопись

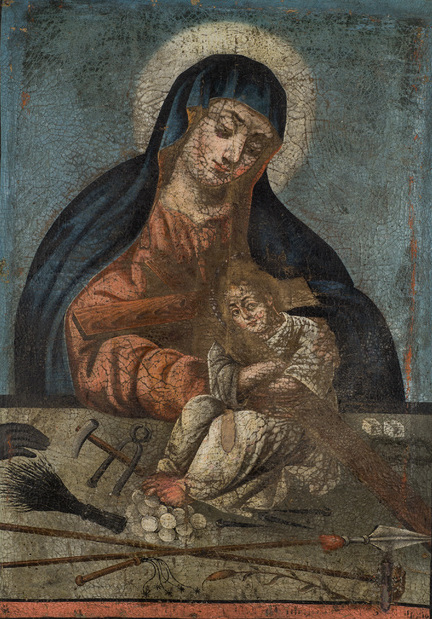
Неизвестный художник. Богородица с младенцем (Севанская Богородица), холст, масло. XVII век

Армянская миниатюрная живопись развивалась вплоть до XIX века.
С XVII—XVIII веков средневековые художественные стили и подходы постепенно уступают место новым реалистическим методам художественного выражения. Вместе с миниатюрой и искусством фрески развиваются новые виды художественного искусства — станковая живопись, портретная живопись, тематические произведения и реалистический пейзаж. Черты реализма все отчётливее проявляются в работах художников семьи Овнатанян выполненных для Эчмиадзинского собора. Наиболее ранние из них — три сюжетных фрагмента, принадлежат Нагашу Овнатану. Из последующих росписей следует выделить работы его сына Арутюна Овнатаняна. В XVIII столетии жил один из крупнейших представителей этой семьи Овнатан Овнатанян, кисти которого принадлежат многочисленные изображения деятелей армянской церкви.
В истории развитии изобразительного искусства Армении краеугольное значение имело присоединение Восточной Армении к России в начале XIX века. По причине отсутствия благоприятных политических и экономических условий в самой Армении, армянские художники работали больше в Тифлисе, а также в Москве, Петербурге и др. городах Европы, что способствовало обогащению их творчества разнообразными художественными воздействиями. Своё творчество они посвящали жизни армянского народа, Армении и его природе. В армянской живописи периода до 70-гг. XIX столетия доминирует портретный жанр. Сохранились произведения Акопа Овнатаняна и Степанос Нерсисян — воспитанника академической школы. С именем последнего связано также начало развития бытового жанра в армянском изобразительном искусстве. В первой половине XIX века начинает развиваться армянская станковая графика.
С 1880 годов появляется новая плеяда профессиональных художников, полностью посвятивших себя национальной тематике. С этого периода работали А. Шамшинян и В. Суреньянц. Первый в жанре реалистической бытовой картины, второй — в историчом и историко-бытовым. В 1890 годы в армянской живописи как самостоятельный жанр формируется пейзаж, родоначальником которого становится Г. Башинджагян. На рубеже XIX—XX веков работали Е. Татевосян (сюжетные картины, пейзажи), С. Агаджанян (портреты), П. Терлемезян, З. Закарян (натюрморт), Э. Магтесян, В. Махохян (пейзаж) и др. В начале XX века свою творческую деятельность начинает М. Сарьян. Графика развивается в творчестве А. Фетфаджяна и В. Ходжабекяна. В этот период была формирована армянская профессиональная скульптура — А. Тер-Марукян (автор первого памятника в Армении — статуи Х. Абовяна (1913), А. Гюрджян. Уже в 1916 году в Тифлисе усилиями армянских художников основывается «Союз армянский художников».

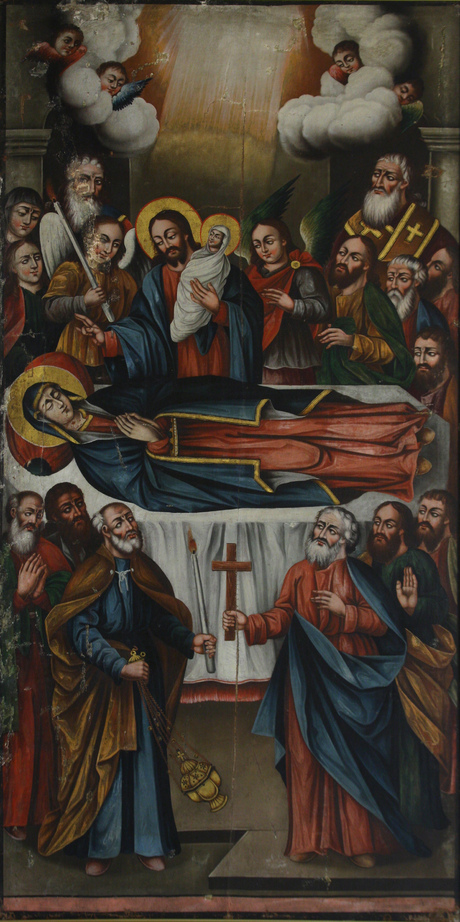
О. Овнатанян, «Успение Богородицы», XVIII век
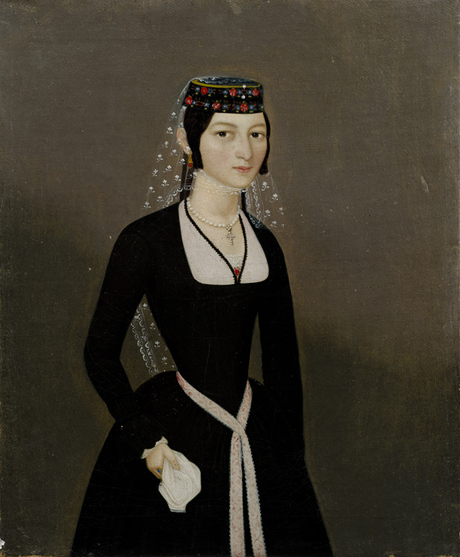
А. Овнатанян, «Портрет Натали Туманян», 1830—1840-гг.
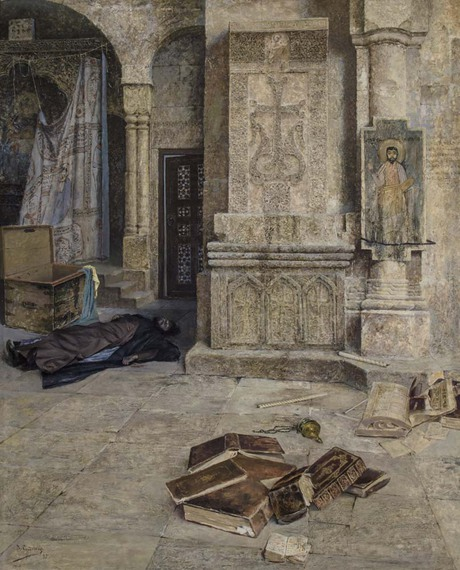
В. Суренянц, «Попранная святыня» 1895
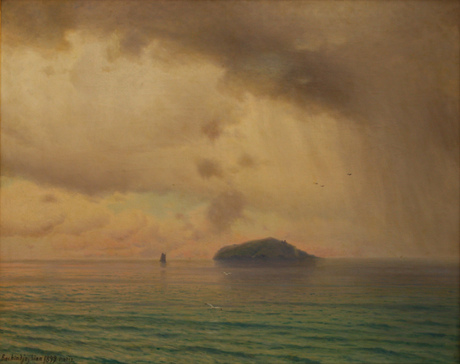
Г. Башинджагян, «Озеро Севан в дождливый день», 1899
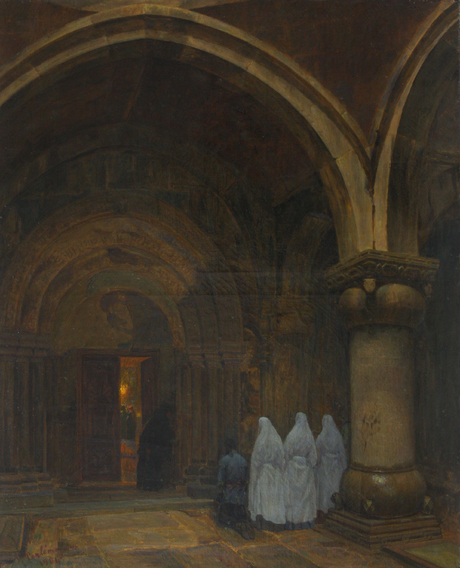
П. Терлемезян, «Гавит Санаинского монастыря», 1904

### Скульптура

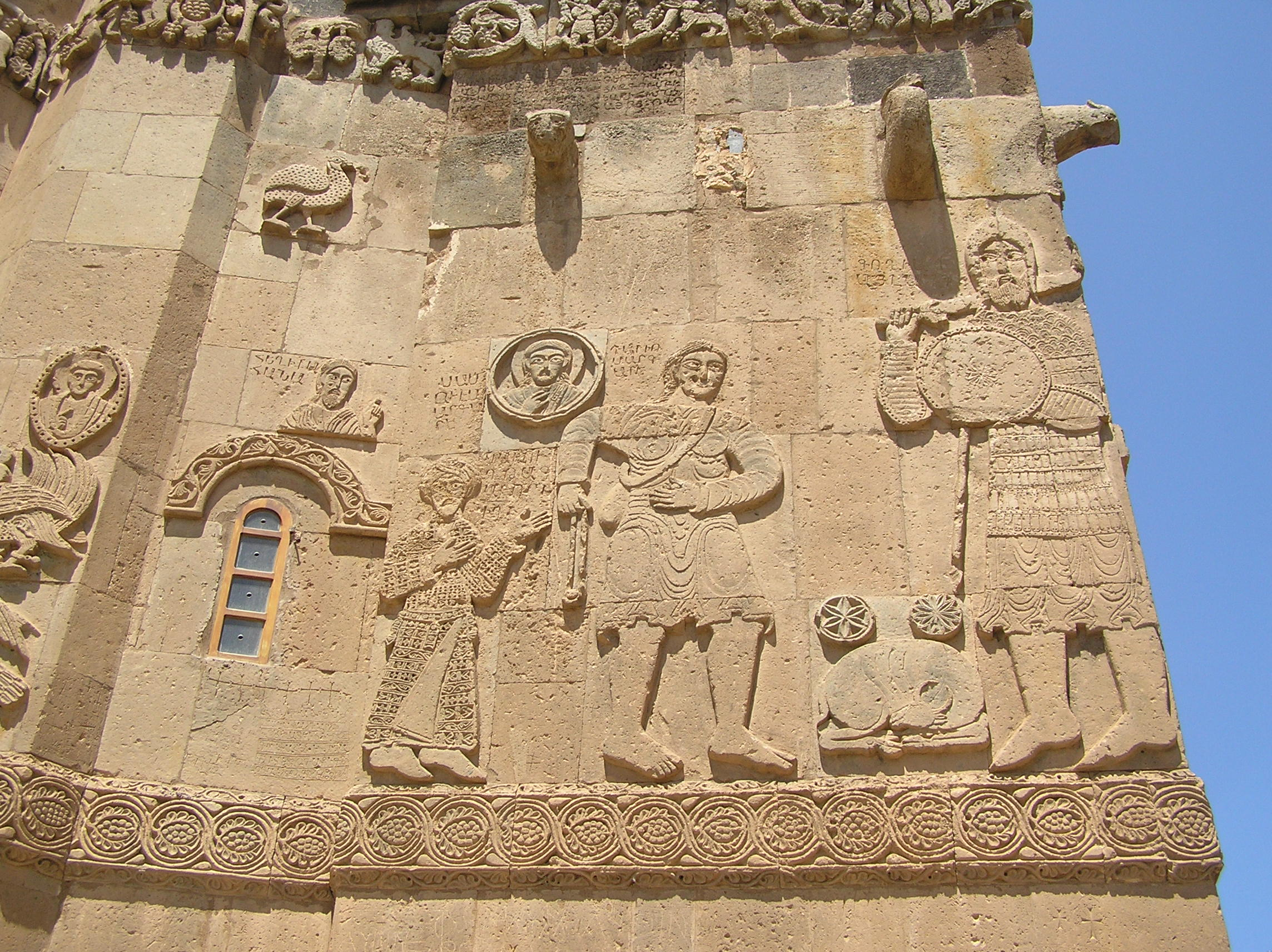
Рельефы на стенах церкви Св. Креста в Ахтамаре, 915—921 годы

Наиболее ранние образцы средневекового армянского скульптурного искусства это стелы IV—V веков — в мавзолее армянских Аршакидов в Ахцке относящихся к 364 году, 2 рельефа конца IV в Эчмиадзинском соборе и т. д. Резной декор обогащается с конца VI века. К VII веку относятся такие памятники, как Мрен, Птгни. Богатым скульптурным орнаментом отличается храм Звартноц середины VII века, оказавший влияние на здания, сооруженные на всем Закавказье в последующие века. В Мрене и Птгни присутствуют также сюжетные фигурные рельефы. К VI—VII векам относятся рельефы церквей в Одзуне (история крещения царя Трдата III и т. д.), Мастаре, Пемзашене и др.. На фасаде храма конца VII в. в Сисаване присутствуют барельефные вставки изображающих ктиторов. На стелах VII в. в церквях в Талине, Ариче, Гарнаовите представлены иллюстрации к истории обращения армян в христианство св. Григорием Просветителем а также др. Библейские сцены. Создаются горельефные изображения ктиторов, не редко с моделью храма в руках — в памятниках X века Ахтамаре, Санаине, Ахпате. К шедеврам армянского скульптурного искусства раннего средневековья относятся рельефы храма Ахтамар — фриз с изображениями сцен сбора винограда, а также фигуры людей, зверей, птиц, библейские сюжеты и т. д.. В столице Армении Ани, в церкви Гагикашен, завершенной в 1001 году, стояла 2-метровая статуя Гагика I с моделью церкви. Большим мастерством исполнены скульптурные декоры церквей XIII—XIV веков Гегард, Нор-Гетик, Нораванк, Гандзасар, и т. д. Скульптурное убранство последнего отличается особым богатством. В памятниках этого периода — в Агарцине, Гегарде, Аричаванке и некоторых др. также представлены ктиторские композиции. Известны образцы геральдики древнеармянского дворянства, наиболее известный из которых находится в усыпальнице Прошянов. Выдающийся скульптор XIV века — Момик, представитель художественной школы Вайоц-Дзора. С IX столетия появляются хачкары — стелы с резным изображением креста в орнаментальном обрамлении. В начале более монументальные, с XI—XII веков покрытые изощренно тонкой, кружевной резьбой.

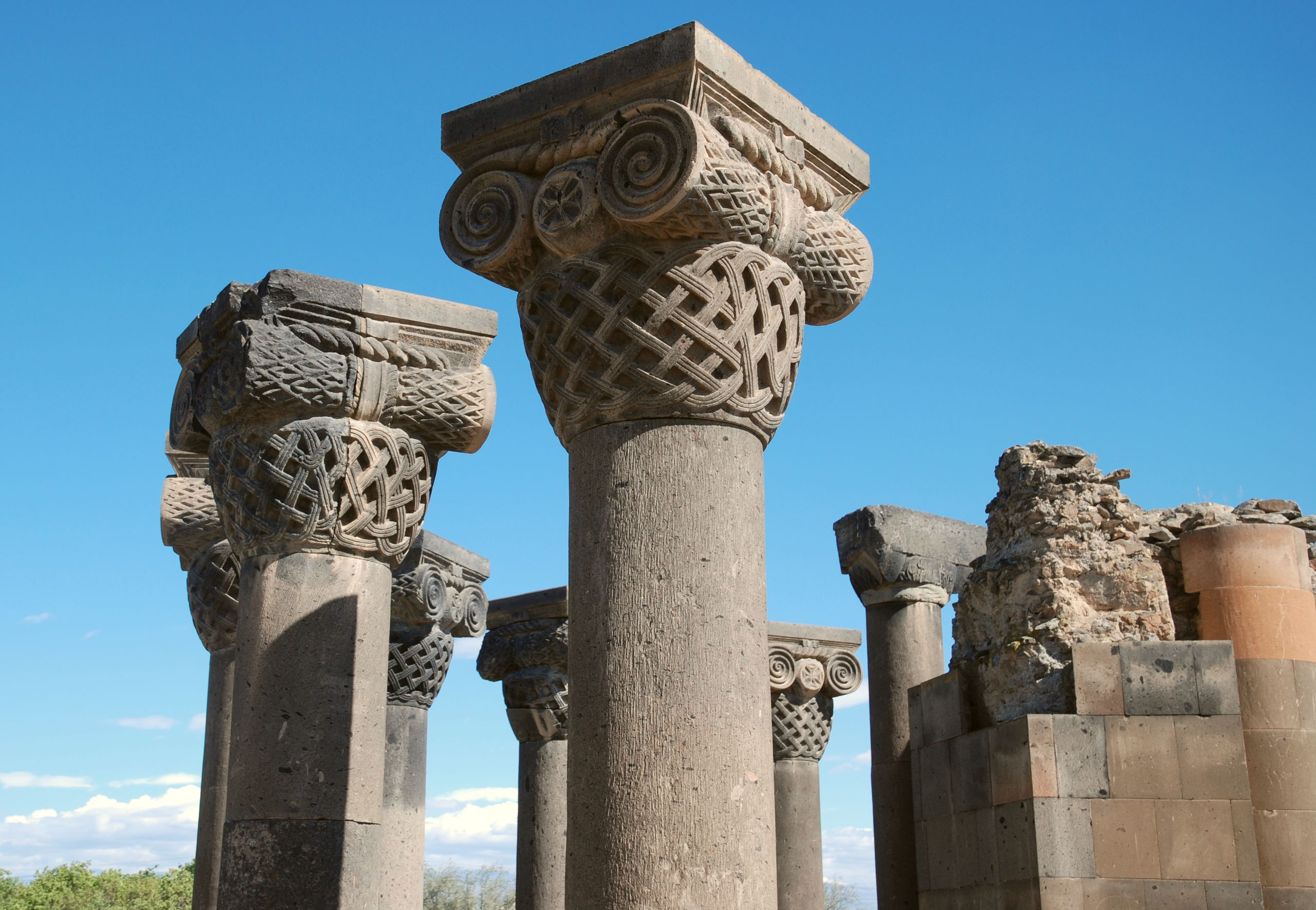
Собор Звартноц, середина VII века
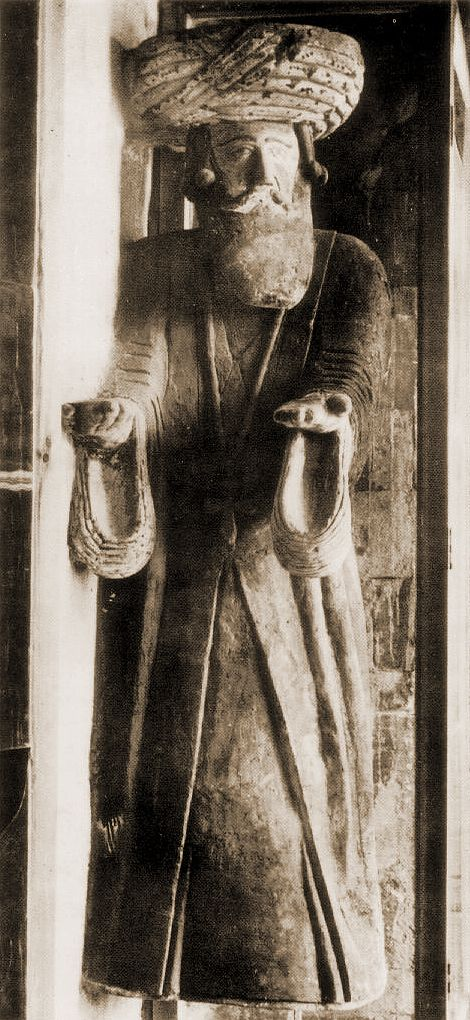
Двухметровая статуя[6] царя Армении Гагика I, 1001—1010 годы, Ани
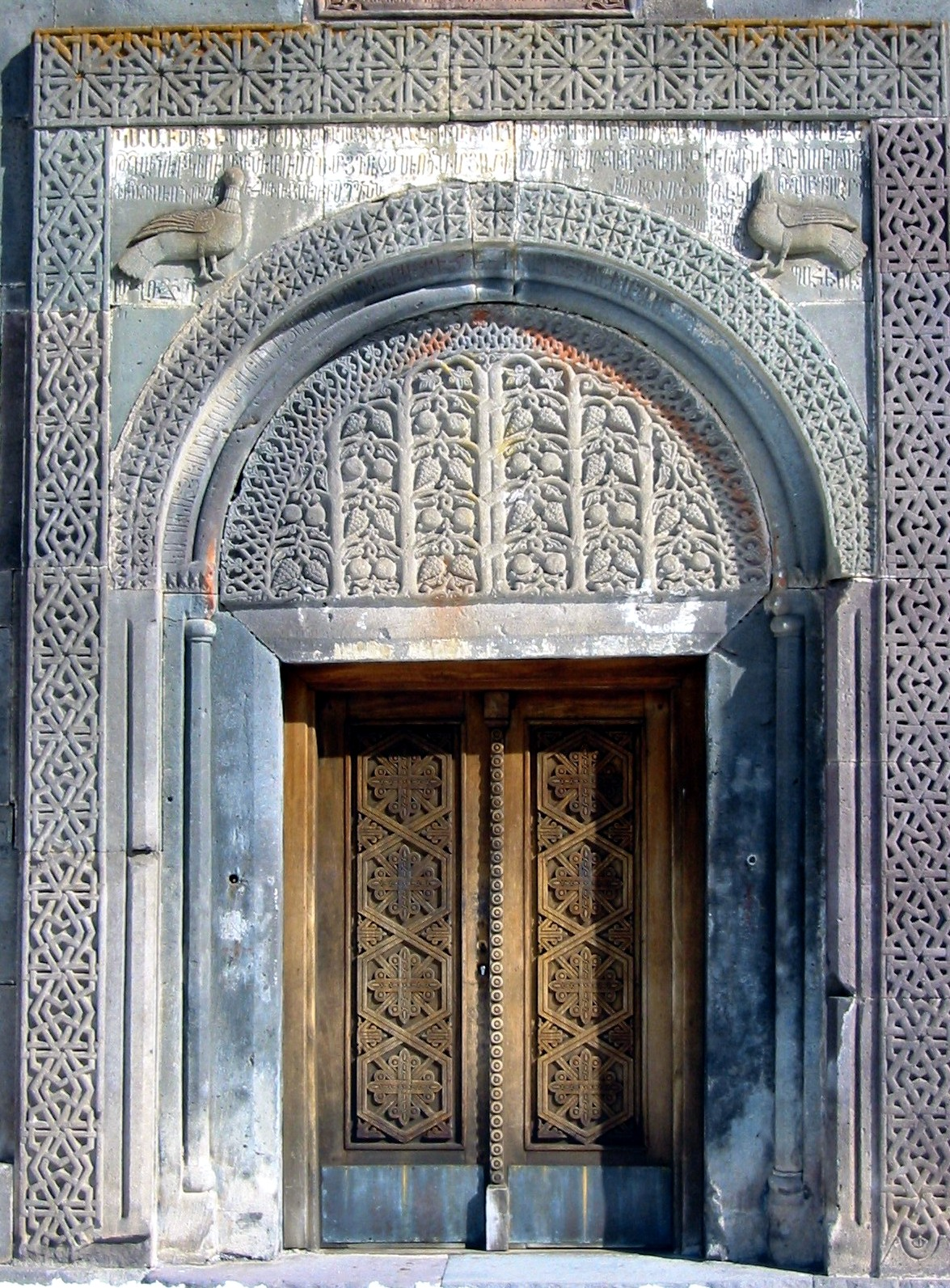
Гегард, ворота в церкви Катогике, 1215 год
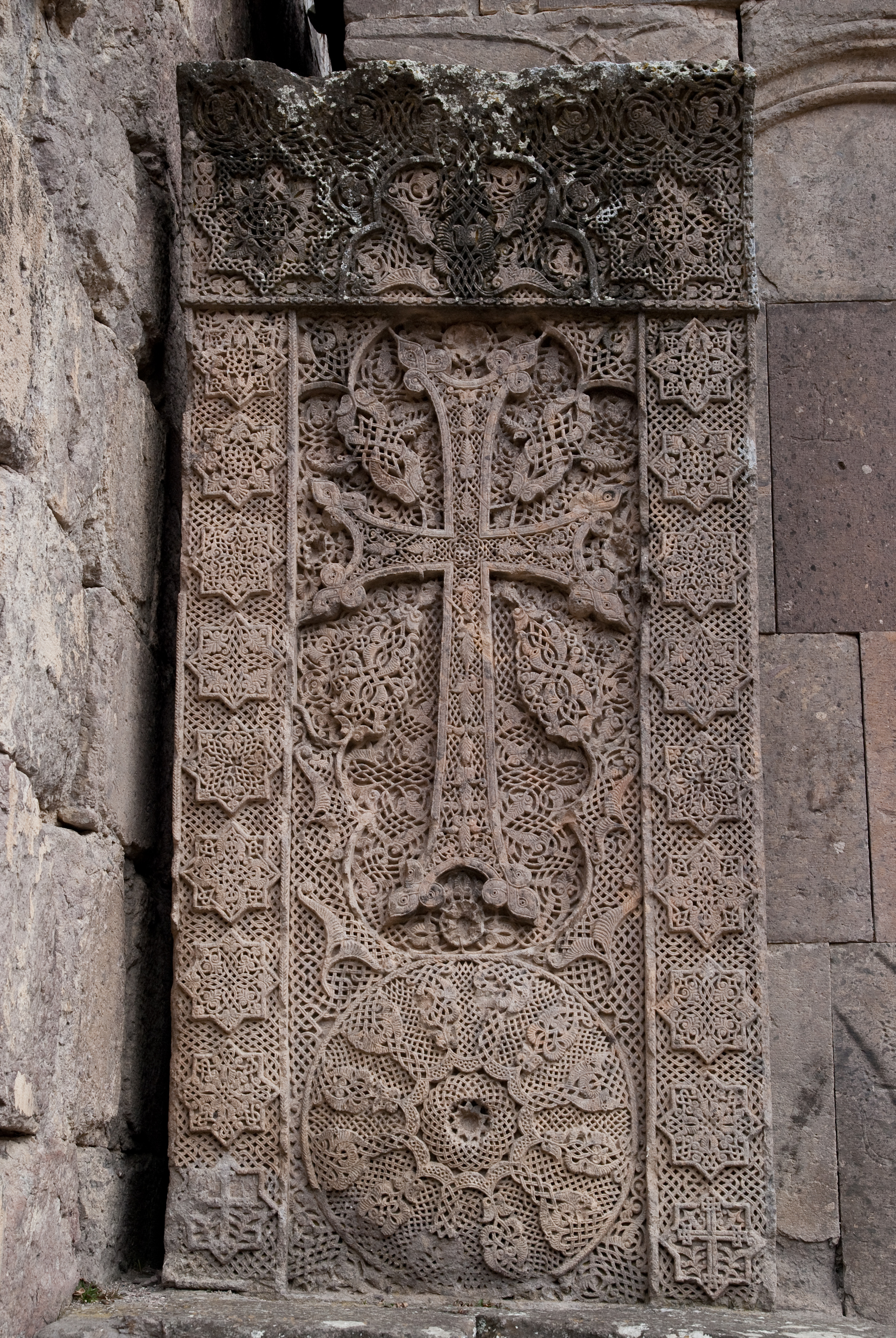
Хачкар мастера Погоса в Гошаванке, 1291 год
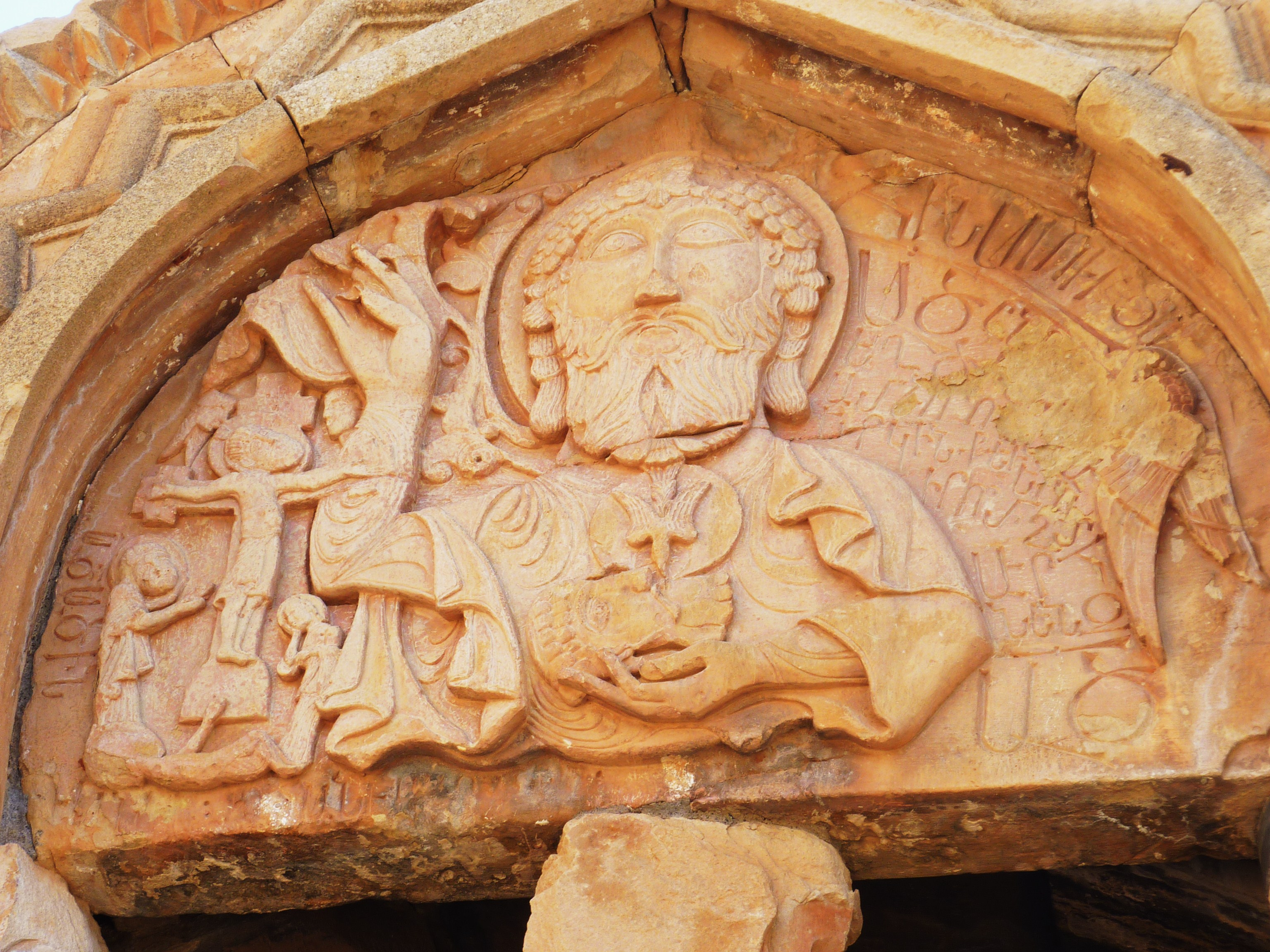
Нораванк, скульптор Момик, начало XIV века

### Декоративно-прикладное искусство
Многообразна прикладное искусство древней и средневековой Армении. Она представлена разнообразной керамикой, а также неполивной с рельефным и углублённым орнаментом, поливной с гравировкой и росписью, фаянсовыми сосудами с росписью. От периода эллинизма, нередко поощрямой правителями древнеармянского государства, сохранились такие предметы, как серебряные чеканные чаши, ритоны, фрагменты скульптуры (голова богини Анаит, мраморная статуя Афродиты в Арташате и т. д.). Крайне примечательны сохранившиеся фрагменты мозаик в храме Гарни 70-х годов н. э. Основные центры керамического искусства XII—XIII веков были Ани и Двин. Древнейшие сохранившиеся вышивки относятся к XIV веку. Среди художественных изделий из металла особо примечательны оклад Евангелия киликийской работы 1255 года, чеканные серебряные позолоченные складни, 1293, 1300 и 1687 и др. Из образцов резьбы по дереву — дверь из Муша 1134 года и двери из церкви Аракелоц на оз. Севан, 1486 года.

Оклады Евангелий католикоса Костандина I Бардзрбердци, 1254 год

Средневековые армянские храмы украшались мозаиками (фрагмент мозаик Двинского католикосата V—VI вв., мозаики в соборах Эчмиадзина и Звартноца, мозаики, выполненные армянскими мастерами в армянских монастырях Иерусалима), скульптурами и фресками.
Прикладное искусство было широко развито во всех армянских государственных образованиях, а также в армянских колониях основанных в разных странах. Так, серебряные и бронзовые изделия из Армении и Киликии (конец XII—XIII века) были найдены при раскопках в Херсонесе, Приазовье, Сахновке, Киеве, Прикамье. Их появление было обусловлено расцветом черноморской торговли в начале XIII века и интенсивным развитием городов Армении, связанных с Трапезунтом. Активное участие в торговле принимали армяне, колонии которых появились в Крыму, Киеве, Волжской Булгарии. О тесных контактах переселенцев со своей родиной говорят находки тканей, аналогичных анийским, в погребениях на территории армянских колоний. Таким же путём на Приполярный Урал попала армянская сабля с именем мастера Хачатура. Богатое армянское купечество Киликии сносилось с коренной Арменией и арабскими странами, Западной Европой и Причерноморьем (комплекс киликийских вещей из Бердянска). Однако в Киликийской Армении в отличие от других армянских государств произведения серебряных дел мастеров XII века не уцелели, так как в середине XIII в. всю старую серебряную утварь переплавили в слитки для монетного чекана. Оклады Евангелий из монастырских мастерских Ромкла относятся только к середине XIII в. Того же времени ковшик и кувшин из Бердянска, эти находки интересны потому, что от киликийской металлопластики XIII—XIV вв. в основном дошли предметы литургического обихода: оклады книг и складни-реликварии в форме триптиха. Для чеканки Киликийской армении было характерно использование армянских надписей, мотива многолопастной арки с килевидным завершением и точечного фона орнамента.
Развивалось декоративно-прикладное искусство Армении в те времена когда последняя была завоевана, так в государстве Сельджуков ювелирами были главным образом армяне. Известно, что султан заказал свадебные подарки в Анталье, где в своё время большинство составляли христиане — армяне и греки.
Значительный вклад армяне внесли в развитие керамического искусства Османской империи. К концу XV века основной центр керамической промышленности армян переместился на запад — в город Кютахья, где армянская община начала быстро увеличиваться (к 1512 году здесь были уже 3 армянские церкви). В XVI—XVII веках Кутахья становится одним из двух основных (наряду с Изником) центров керамической промышленности Османской империи, причём вплоть до распада империи в начале XX века керамические изделия из этого города изготавливались почти исключительно армянами.

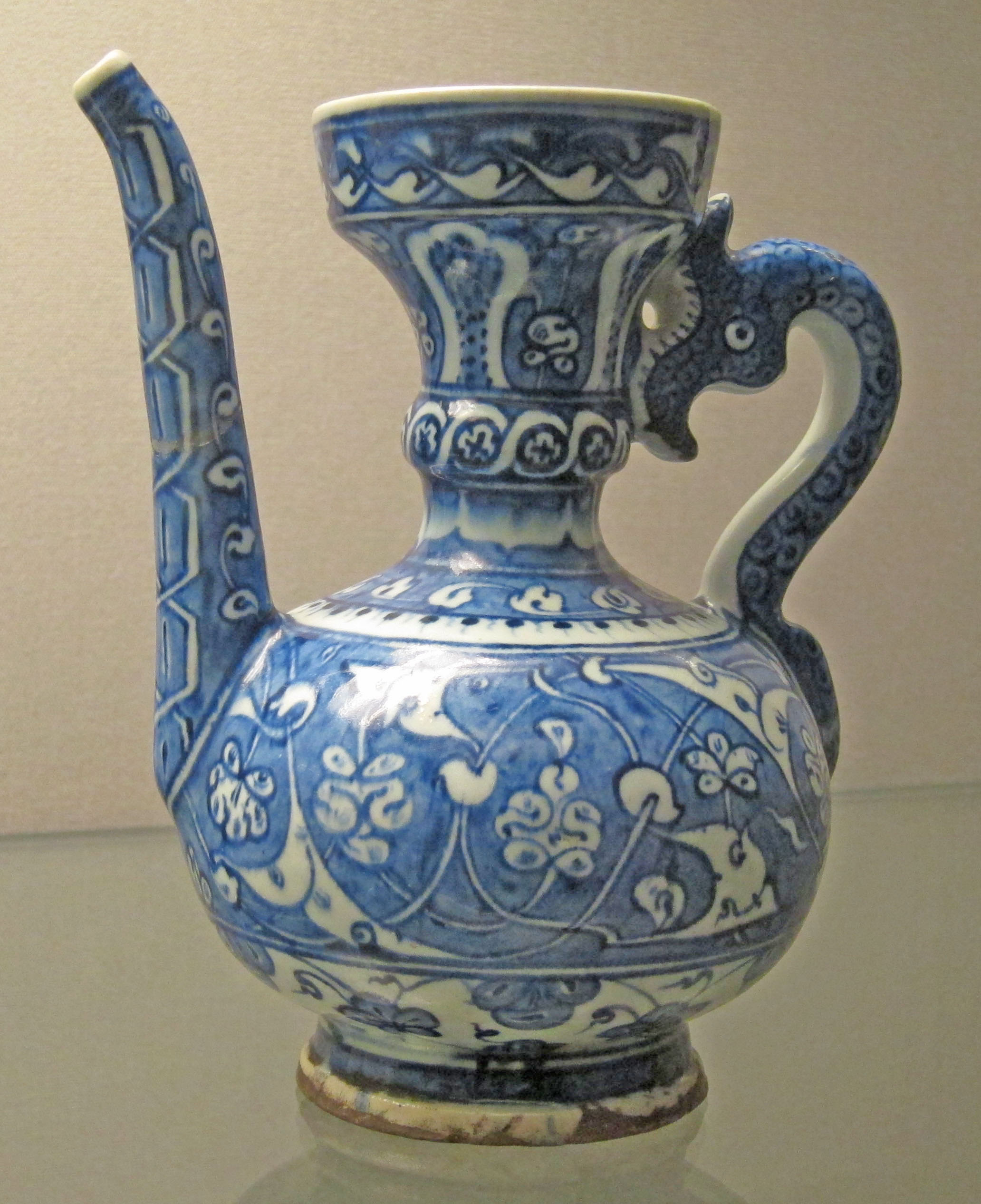
Литургический кувшин с армянскими надписями. Мастер Абраам, 1510 год.
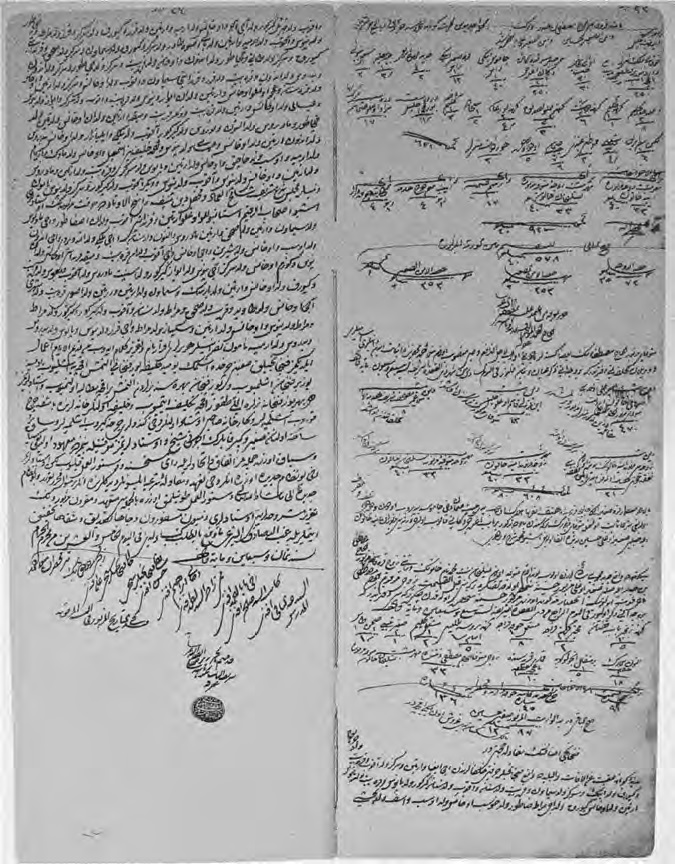
Судебный протокол 1764 года, перечисляющий армянских гончаров Кутахьи.

В конце XIX — начале XX в. на Северном Кавказе получили особое распространение филигранные женские украшения армянских мастеров.

### Ковроделие

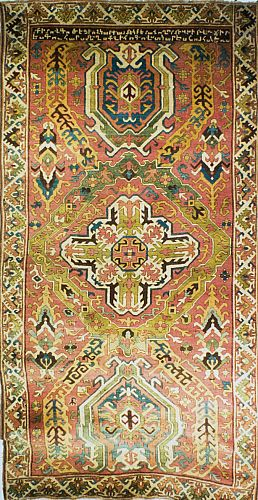
Карабахский ковёр «Гоар» с тканной надписью на армянском языке, 1700 год

Армянские ковры являются одним из древнейших видов народного декоративно-прикладного искусства и неотъемлемой частью быта Армении. Сохранились многочисленные прямые исторические сообщения об армянских средневековых коврах у армянских, арабских, персидских, византийских и др. авторов, среди которых Истахри, Ибн Хаукаль, Гардизи, Аль-Мукаддаси, Ибн Фадлан, Марко Поло и многие другие. Как отмечает авторитетная «Британская энциклопедия» в VIII—XIV веках, когда ковроделие начало развиваться на Ближнем Востоке, Армения была «одним из наиболее продуктивных регионов». В числе даров арабскому халифу в VII веке из Армении были вывезены также ковры. Армянские торговцы распространяли ковры на базарах и рынках различных стран, армянские ковры пользовались огромной популярностью на Востоке. Они украшали дворцы различных государств и апартаменты правителей. Есть прямые сообщения о распространённости армянских ковров даже на стране волжских булгар уже в первой четвери X века. Из раннесредневековых армянских ковров до наших дней сохранились только небольшие фрагменты, которые были обнаружены в переплетах армянских манускриптов во время реставрации. Наиболее ранний датированный ковёр относится к 1202 году.
Армянские торговцы активно экспортировали ковры в разные страны Востока и Запада, притом во многих из этих странах уже существовали армянские колонии. Так, например чешский учёный XVII века Иржи Давид в своей работе «Современное состояние Великой России, или Московии» отмечал, что среди прочего товара завозимого армянами для торговли в Россию были также ковры и шелк. Историк XVII века Аракела Даврижеци свидетельствует, что во время визита шаха Аббаса в армянский торгово-ремесленный город Джуга вблиз Нахичевани «от берега реки до дворца ходжи Хачика дорога была устлана коврами, драгоценной, прекрасной парчой».
Армянские ковры присутствуют в работах Флорентийских и Венецианских художников четырнадцатых и пятнадцатых столетий, часто встречаются, например, на полотнах Джотто, Караваджо, Рубенса, Рембрандта и других художников. Известный австрийский искусствовед А. Ригль отмечает, что «специфический цвет армянских ковров, которые были сначала завезены в Италию, а впоследствии и в Голландию, влиял на цвет всей европейской живописи».
Армянское ковроделие испытывает новый подъём во второй половине XIX века. Тогда же начинается изучение и собирание армянских ковров. Ковры ткутся во многих областях и городах как Восточной так и Западной Армении.
Армянское ковроделие имеет свои многочисленные технологические особенности. В нём используется полуторный и двойной узел, но, больше всего последний, известный даже в некоторых областях Ирана названием «армани баф». Aрмянские ковры заключают в себе огромное количество ритуальных, образных и идейных символов.

## Книгопечатание и пресса
Армянский язык стал первым языком книгопечатания среди языков СНГ, Прибалтики, а также многих языков Азии. Армянский стал 18-м языком мира, на котором книги были напечатаны гутенбергским способом. Впервые он был издан уже в эпоху инкунабулы в 1475 году в книге Иоганна Шильтбергера. Первая печатная книга на армянском языке «Урбатагирк» — издана в 1512 году в Венеции Акопом Мегапартом, основавшим там типографию. В XVI веке книги на армянском языке издавали Абгар Тохатеци, Султаншах, Ованес Терзнци, Ованес Гопузенц. В течение первых ста лет существования армянского книгопечатания были изданы 32 наименовании книг, 19 из которых армянскими книгопечатниками исключительно на армянском языке. С возникновения армянского книгопечатания до 1800 года были изданы более 1154 наименований армянских книг (среди языков СНГ и Прибалтики второй, после русскоязычных изданий, показатель по численности).
После Венеции армянские типографии были созданы в 1567 году в Константинополе, затем открылись армянские типографии также в Риме (1584), Львове (1616), Милане (1621) Париже (1633), Ливорно (1643), Амстердаме (1660), Марселе (1673), Лейпциге (1680), Падуе (1690), Лондоне (1736), Санкт-Петербурге (1781), и других городах. Армянские книгопечатники XVII—XVIII веков — Ованес Караматинянц, Хачатур Кесараци, Ованес Джугаеци, Матеос Цареци, Воскан Ереванци, Матеос Ванандеци, Григор Халдарянц, Погос Арапян, и др.
В XIX столетии армянские типографии открылись в Москве (1820), Шуше (1828), Нью-Йорке (1857), Ереване (1876), Бостоне (1899) и т. д. В целом, до 1920 года, во всём мире действовало более 460 типографий, печатавших книги, журналы и газеты на армянском языке.
Первое периодическое издание — журнал «Аздарар» издавалась в 1794—1796 годах в Индии. В XVIII веке в Венеции вышло на свет ещё одно армянское периодическое издание — журнал «Тарегрутюн» (хроника).

## Образование

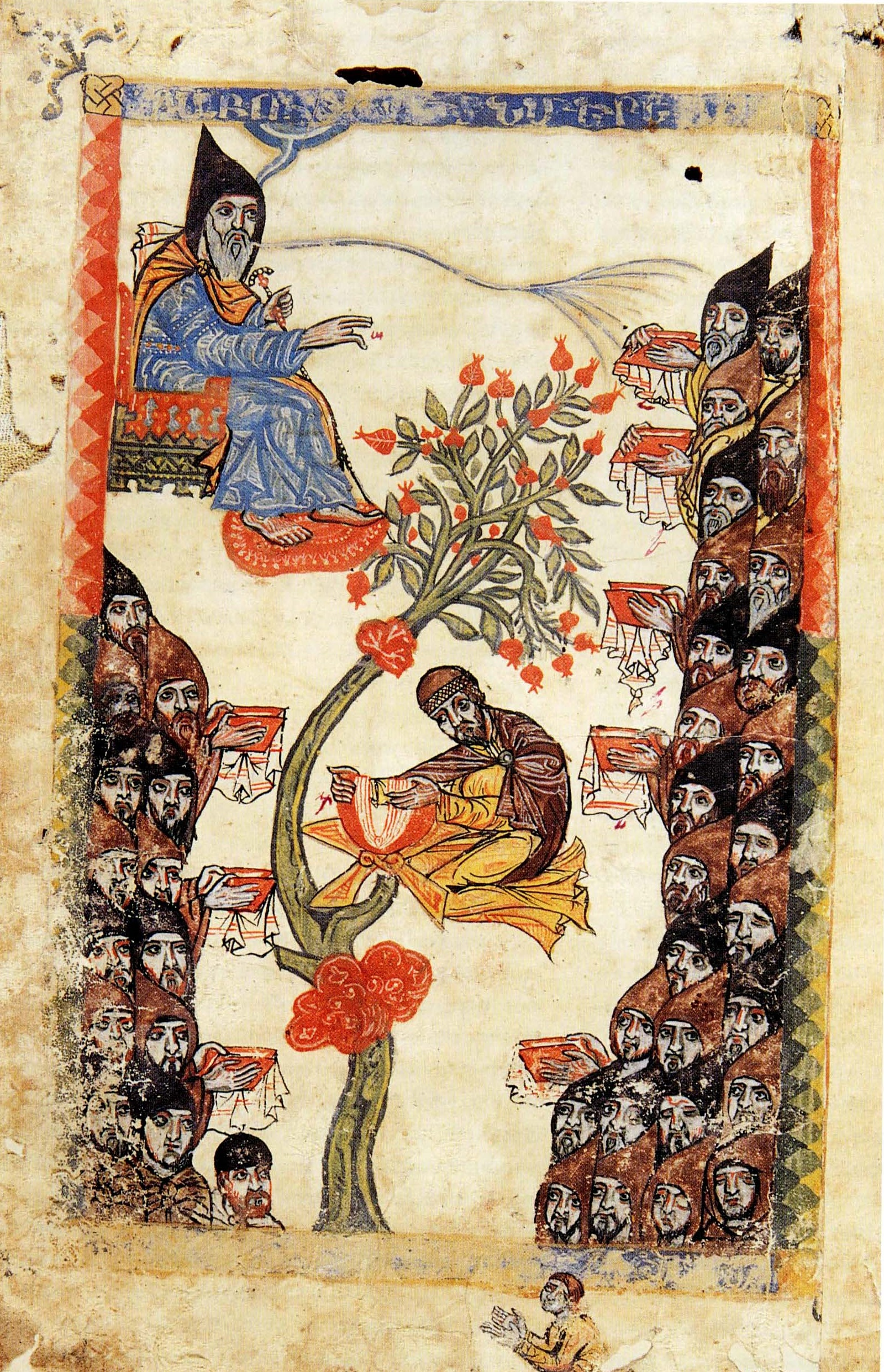
Гладзорский университет, Есаи Нчеци во время обучения, 1299 год

Ещё в IV веке в Армении были созданы школы, где преподавание велось на греческом и сирийском языках. Такие школы были основаны царем Трдатом III, а затем и католикосом Нерсесом Великим. Уже в 365 году в решении Аштишатского собора даны некоторые нормы, касающиеся отношений между учителем и учеником.
Образование в Армении особо развивается после основания армянской письменности, когда в школах вводится преподавание на родном языке. После создания в 406 году армянского алфавита в тогдашней столице Армянского царства Аршакидов Вагаршапате была основана высшая школа, более известная как Вагаршапатская семинария. В конце столетия здесь была своя библиотека, согласно историческим данным сюда, для получения образования, приходили из разных сторон Армении. В V веке высшая школа была основана в Сюнике. С VIII столетия располагавшись в области Сотк, она значительно развилась под руководством Матусаха Сюнеци. С VI века была известна высшая школа в области Аршаруник. В одном из пунктов решения Двинского церковного собора 649 года дается особое указание епископам и высшему духовенству повсеместно следить за развитием образовательного дела. В VII веке Ананией Ширакаци было написано учебник по арифметике «Вопросы и решения», считающийся ныне одним из древнейших дошедших до нас трудов по арифметике. Ширакаци старается дать научно-педагогическое обоснование начала школьного возраста с 7 лет.
Область образования в Армении остается сильным и в последующую эпоху. В период Армянского царства Багратидов центрами образования были школы в Санаине, Ахпате, Капуткаре, Хладзоре, Шираке, Камурджадзоре, где занимались философией, грамматикой и другими науками. На рубеже XI—XII веков Ованесом Имастасером была основана высшая школа в Ани. В 1184 году в своем «Судебнике» Мхитар Гош предназначил бесплатное образование для сирот и неимущих детей. В Высоком средневековье в Сюнике действовали Гладзорский (1282—1338) и Татевский (1373—1435) университеты. Известно, что при окончании Гладзора его ученики писали диссертации. В XII—XIII века действовали учебные центры в Хоранашате, Хор Вирапе, Ариче, Агарцине, позднее — в XIV—XV столетиях — в Эрмоне, Егварде, Ципнаванке, в XV—XVII веках — в Севанаванке, Сисе, Севастии, Новой Джуге и т. д. Преподавались богословиe, математика, астрономия, геометрия, история, география, грамматика, музыка, философия, риторика и т. д. В разные времена в этих учебных центрах преподавали такие учёные, как Ованес Имастасер, Анания Санахнеци, Григор Магистрос, Ванакан Вардапат, Нерсес Мшеци, Есаи Нчеци, Ованес Воротнеци, Григор Татеваци, Товма Мецопеци (автор учебника армянского языка), Нерсес Ламбронаци, Аракел Сюнеци, Киракос Ерзнкаци, Акоп Крымеци и другие.

## Танцевальное искусство

### Народные танцы
В 1923 году В. Аристакесяном в Ереване была основана студия танца, где преподавались как классические, так и армянские народные танцы. В 1938 был создан народный ансамбль песни и пляски Армении, а в 1958 году — ансамбль танца Армении. Большую роль в формировании и развитии сферы сыграли И. Арбатов (Ягубян), М. Мартиросян, Л. Воинова-Шиканян, В. Галстян, Т. Григорян, С. Минасян, З. Мурадян, Р. Тавризян, В. Ханамирян, Е. Араратова, А. Гарибян, Дж. А. Калантарян, Б. О. Овнанян и др.

### Балет
Первый национальный балет — «Счастье» Хачатуряна — был поставлен в 1939 году. В 1933 году была сформирована балетная труппа при Ереванском театре оперы и балета.

## Культура национальных меньшинств Армении

### Азербайджанцы

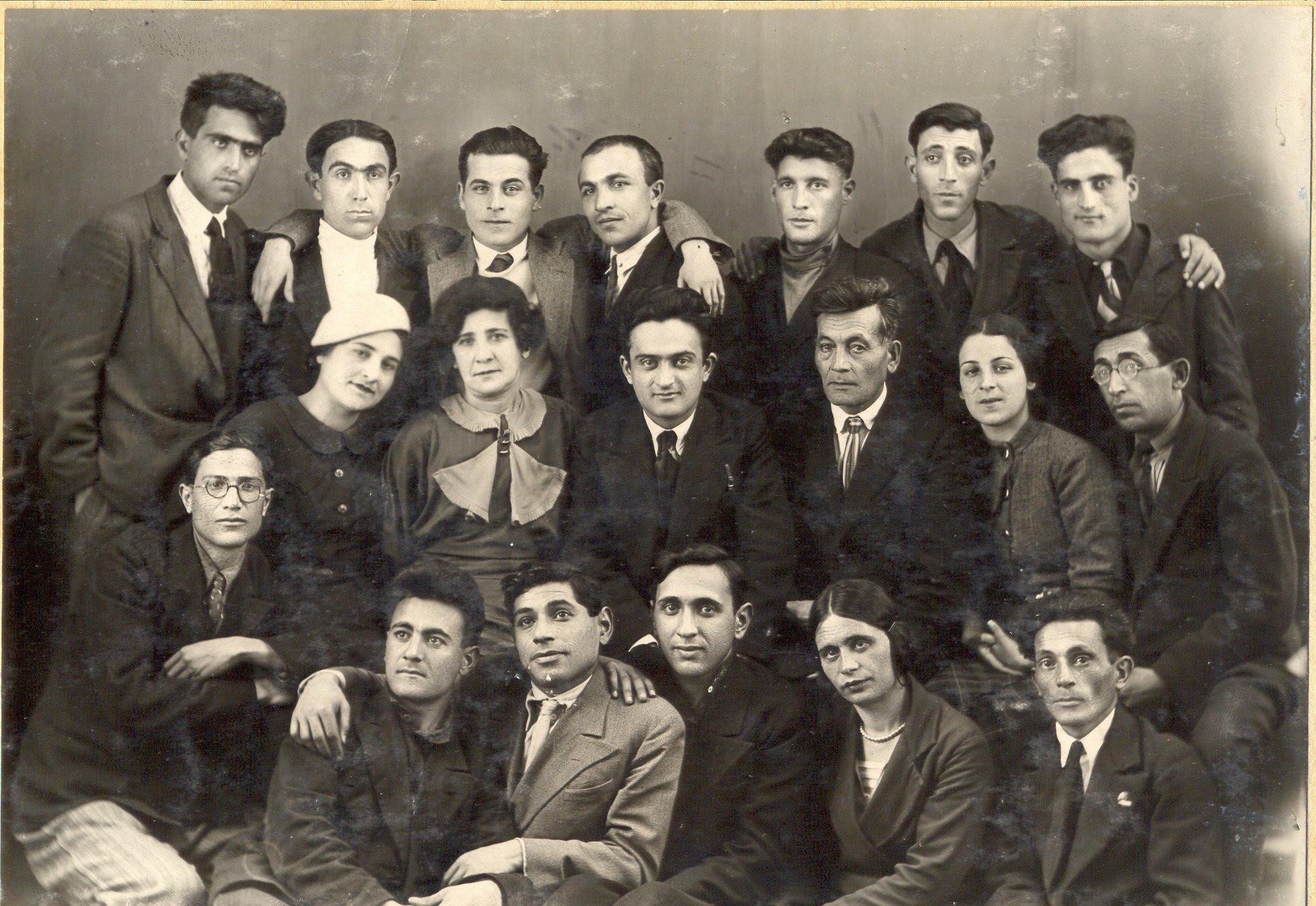
Труппа Ереванского азербайджанского театра в 1937 году

Уроженцем Еревана является известный азербайджанский художник-орнаменталист и портретист XIX века Мирза Кадым Эривани, считающийся основоположником азербайджанской станковой живописи. Работал в Ереване, а в 1850-х гг. для реставрировавшегося Дворца сардаров написал 4 больших (1 м X 2 м) портрета маслом. Заслуженным художником Армянской ССР в 1967 году был признан уроженец Зангибасарского района Республики Джаббар Кулиев, окончивший Ереванский государственный педагогический техникум. Руководителем сценарного отдела киностудии «Арменфильм», заместителем директора Института искусств Академии Наук Армянской ССР (1965—1978) и секретарем правления Союза кинематографистов Армении был уроженец Еревана Сабир Ризаев.
Основанию театра предшествовали любительские театральные постановки в 1880—1882 годах. В 1886 году учащимися Эриванской русско-мусульманской школы по инициативе 23-летнего преподавателя Фиридун-бека Кочарли была поставлена комедия М. Ф. Ахундова «Мюсье Жордан и Дервиш Мастали шах». С 1896 года спектакли на азербайджанском языке в Ереване стали проходить более или менее регулярно. В этих постановках раскрывался талант молодого актёра Ю. Н. Сулейманова. После здания школы местом для спектаклей служил зал во дворце хана Панаха. Когда он стал слишком мал, спектакли проходили в театре братьев Джанполаджановых. В 1928 году в Ереване был организован Азербайджанский театр — первый театр другого народа на территории Армении. Театр действовал до 1988 года (с перерывом в 1949 — 1967). В разное время в театре выступали Заслуженный артист Армении Юнис Нури, Кязим Зия, Али Шахсабахлы и др.
Среди наиболее известных азербайджанских ашугов, живших и творивших на территории Армении, можно назвать имена Ашуга Алескера из села Агкилиса, его учителя Ашуга Алы из села Гызылвенк, Ашуга Асада из села Бёюк Каракоюн, Ашуга Ислама из села Нариманлы, Ашуга Мусу из села Каракоюнлу. Ашуг Алескер, создававший ашугские напевы на свои стихи и виртуозно исполнявший их на сазе, также возглавлял ашугскую школу.

## Комментарии
1. ↑  Первые печатные книги: на белорусском — 1517, эстонском — 1525, литовском — 1547, русском — 1564, латышском — 1585, грузинском — 1629, турецком — 1729, азербайджанском — 1820, персидском — 1830 и т. д.
2. ↑  После раздела Армении между Римом и государством Сасанидов в 387 году, в восточной (сасанидской) половине Армении царская власть сохранилась вплоть до 428 года